# Les Trois Mousquetaires : D'Artagnan
Pour les articles homonymes, voir Les Trois Mousquetaires (homonymie).
Série Les Trois Mousquetaires
Milady
(2023)
Pour plus de détails, voir Fiche technique et Distribution.
Les Trois Mousquetaires : D'Artagnan est un film franco-germano-hispano-belge réalisé par Martin Bourboulon, sorti en 2023.
Le film met en scène D'Artagnan, jeune Gascon fougueux, qui est laissé pour mort après avoir tenté de sauver une jeune femme d’un enlèvement. Une fois arrivé à Paris, il tente par tous les moyens de retrouver ses agresseurs, tout en poursuivant son rêve de devenir mousquetaire. Il se trouve provoqué successivement en duel par trois amis, Athos, Porthos et Aramis, mais à la suite d'une confrontation avec les gardes du cardinal, leur querelle avec d'Artagnan se mue en amitié. D'Artagnan ignore que sa quête le mènera au cœur d’une véritable guerre où se joue l’avenir du royaume, sur fond de tension entre catholiques et protestants et entre la France et l'Angleterre.
Il s'agit du premier film d'une saga en deux parties adaptée du roman Les Trois Mousquetaires d'Alexandre Dumas. La seconde partie, Les Trois Mousquetaires : Milady, est sortie le 13 décembre 2023.

## Synopsis
En route pour Paris pour rejoindre les Mousquetaires de la Garde, D'Artagnan, jeune Gascon, manque d'être tué en essayant d'empêcher une jeune noble d'être enlevée par un groupe d'hommes armés. À Paris, D'Artagnan rend visite au capitaine de Tréville, commandant des Mousquetaires, à son quartier général. Tréville, qui connaissait le défunt père de D'Artagnan, l'encourage à entamer une carrière militaire en tant que cadet. Par une fenêtre, D'Artagnan aperçoit l'un des hommes qui ont tenté de le tuer quelques jours auparavant et se précipite hors du bâtiment pour l'affronter. En poursuivant l'homme, il offense involontairement, à trois reprises, trois mousquetaires, Athos, Porthos et Aramis, qui exigent réparation. D'Artagnan doit programmer un duel avec chacun d'eux le même jour.
Alors que D'Artagnan se prépare pour le premier duel, il se rend compte que les seconds et témoins d'Athos sont Porthos et Aramis, qui s'étonnent que le jeune Gascon ait l'intention de les affronter tous. Alors que D'Artagnan et Athos commencent le duel, les gardes du cardinal de Richelieu apparaissent et tentent d'arrêter les mousquetaires et le Gascon pour duel illégal. Bien qu'ils soient largement dépassés en nombre, les quatre hommes remportent la bataille. Fier de la victoire de ses gardes sur ceux du cardinal, le roi Louis XIII de France réprimande les mousquetaires.
D'Artagnan se lie d'amitié avec les Trois Mousquetaires et découvre que Porthos est bisexuel. Il trouve un logement et tombe amoureux au premier regard de Constance Bonacieux, sentiment qu'elle finit par lui rendre. Elle travaille pour la reine Anne de France, l'épouse du roi Louis, qui est secrètement amoureuse du duc anglais de Buckingham. Le cardinal de Richelieu complote pour démontrer qu'elle trompe son mari, ce qui conduirait, selon le plan de Richelieu, à sa décapitation.
Les conseillers militaires et ecclésiastiques du roi et son jeune frère Gaston, héritier présomptif et rival politique de Louis, exhortent le roi à combattre les rebelles protestants dans leur forteresse de La Rochelle. Louis, conscient de l'histoire des guerres de religion sous ses prédécesseurs, refuse d'autoriser une guerre.
Athos, faussement accusé du meurtre d'une jeune inconnue retrouvée nue à côté de lui dans son lit, avec de multiples blessures au couteau, est condamné à mort par la cour du roi. D'Artagnan se rend compte qu'il s'agit de la jeune femme même qu'il a essayé de sauver de l'enlèvement alors qu'il se rendait à Paris. Voyant une chance de sauver Athos, les mousquetaires décident de découvrir qui elle est. D'Artagnan se rend à la Maison de Valcour pour parler à une famille qu'ils croient liée à la femme. Il y rencontre Milady, femme qui prétend être membre de la famille Valcour. Lorsque D'Artagnan reconnaît qu'elle est une imposteuse, Milady tente de le tuer, mais D'Artagnan lui échappe.
Athos est libéré sur le chemin de son exécution par son jeune frère, Benjamin, qui se cache avec ses alliés, les chefs des rebelles protestants, Saint-Blancard et Brandicourt.
Le roi offre à la reine des diamants, mais elle les donne à Lord Buckingham en guise de souvenir. Le roi entend des rumeurs sur cette liaison et exige que la reine porte les diamants au mariage de son frère. Constance envoie D'Artagnan en Angleterre pour chercher les diamants à Buckingham. Milady, agent du cardinal de Richelieu, vole les diamants à Buckingham, mais D'Artagnan la poursuit et les récupère. Milady se suicide apparemment en se laissant chuter d'une falaise. D'Artagnan rend les bijoux à la reine Anne juste à temps pour sauver son honneur.
Lors du mariage de Gaston, duc d'Orléans, et de Marie de Bourbon, duchesse de Montpensier, les conspirateurs de haut rang de l'armée française, qui soutiennent Gaston, s'associent aux rebelles protestants, dont le frère d'Athos, pour tenter d'assassiner le roi, mais Athos et le reste des mousquetaires le sauvent. Le roi gracie Athos et nomme D'Artagnan lieutenant des mousquetaires.
À la fin du film, D'Artagnan est assommé dans une rue sombre par l'un des hommes de main des conspirateurs alors qu'il tente de sauver Constance de l'enlèvement.
Dans une scène de mi-crédits, on voit Milady parler avec le cardinal de Richelieu. Elle évoque les problèmes que les mousquetaires ont causés à sa mission.

## Fiche technique
Sauf indication contraire, les informations mentionnées dans cette section peuvent être confirmées par les bases de données cinématographiques IMDb, Allociné et Unifrance,  présentes dans la section « Liens externes ».
- Titre original : Les Trois Mousquetaires : D'Artagnan
- Réalisation : Martin Bourboulon
- Scénario : Alexandre de La Patellière et Matthieu Delaporte, d'après Les Trois Mousquetaires d'Alexandre Dumas
- Musique : Guillaume Roussel
- Décors : Stéphane Taillasson
- Costumes : Thierry Delettre
- Photographie : Nicolas Bolduc
- Montage : Célia Lafitedupont
- Son : David Rit, Gwennolé Le Borgne, Olivier Touche, Cyril Holtz et Niels Barletta
- Production : Dimitri Rassam et Jérôme Seydoux
- Sociétés de production : Chapter 2 (Mediawan) et Pathé Films ; M6 Films, Constantin Film, ZDF, DeAPlaneta et Umedia (coproductions)
- Sociétés de distribution : Pathé Distribution (France), Constantin (Allemagne), DeAPlaneta (Espagne) et Alternative Films (Belgique)
- Budget : 36 millions d'euros[3],[4]
- Pays de production :  France[5],  Allemagne[5],  Espagne[5],  Belgique[6]
- Langues originales : français et anglais
- Format : couleur - 2,39:1 - Dolby Atmos / IMAX 6-Track
- Genre : cape et d'épée, action, aventure
- Durée : 121 minutes[7]
- Dates de sortie[7] :
  - Belgique, France, Maroc, Monaco, Suisse romande, Tunisie : 5 avril 2023
  - Allemagne : 11 avril 2023
  - Andorre, Espagne : 14 avril 2023
  - Québec (Canada) : 28 avril 2023
- Classification :
  - France : tous publics[8]

## Distribution
Sauf indication contraire, les informations mentionnées dans cette section peuvent être confirmées par les bases de données cinématographiques IMDb et Allociné,  présentes dans la section « Liens externes ».
- François Civil : D'Artagnan
- Vincent Cassel : Athos
- Romain Duris : Aramis
- Pio Marmaï : Porthos
- Eva Green : Milady de Winter
- Lyna Khoudri : Constance Bonacieux
- Louis Garrel : Louis XIII, roi de France
- Vicky Krieps : Anne d'Autriche, reine de France
- Jacob Fortune-Lloyd : le duc de Buckingham
- Patrick Mille : le comte de Chalais
- Marc Barbé : le capitaine de Tréville
- Julien Frison : Gaston d'Orléans, frère du roi
- Éric Ruf : le cardinal de Richelieu
- Dominique Valadié : Marie de Médicis
- Thibault Vinçon : Horace Saint Blancard
- Gabriel Almaer : Benjamin de La Fère, frère d'Athos
- Raynaldo Houy Delattre : le comte de Rochefort
- Laurent Claret : de Monfort
- Nicolas Vaude : le juge
- Charlotte Ranson : Isabelle de Valcour
- Stéphane Margot : un protestant, allié d'Athos
- Olivier Le Montagner : Ventadour, mousquetaire[9]

Photos des acteurs principaux
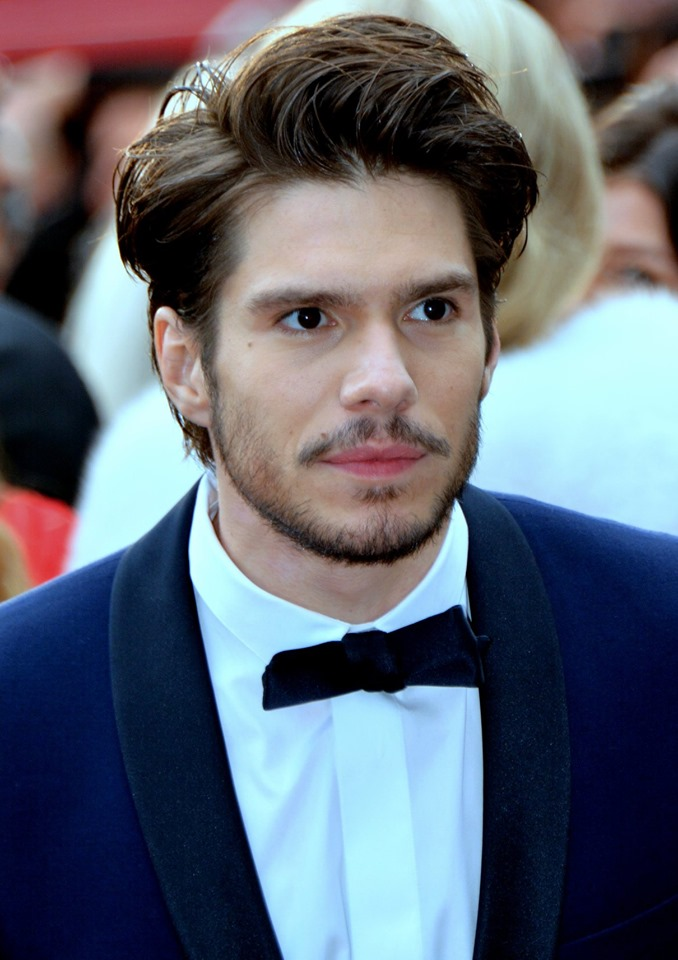
François Civil interprète D'Artagnan.
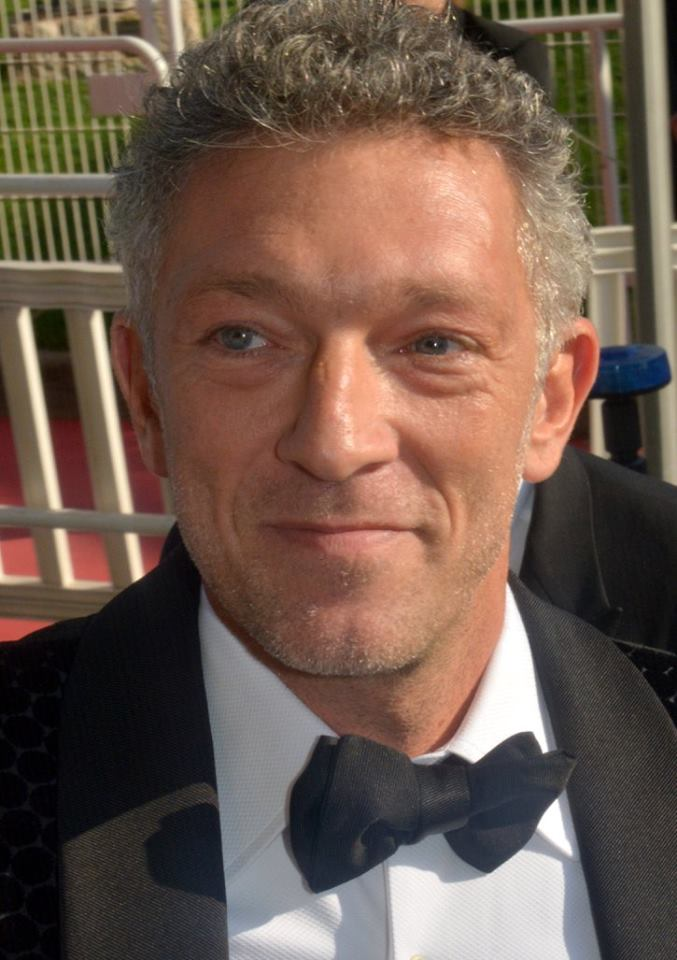
Vincent Cassel interprète Athos.
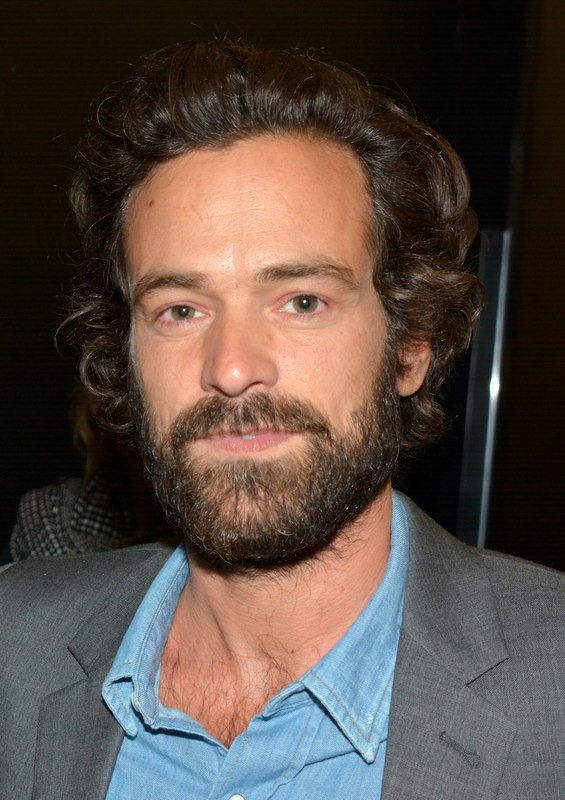
Romain Duris interprète Aramis.
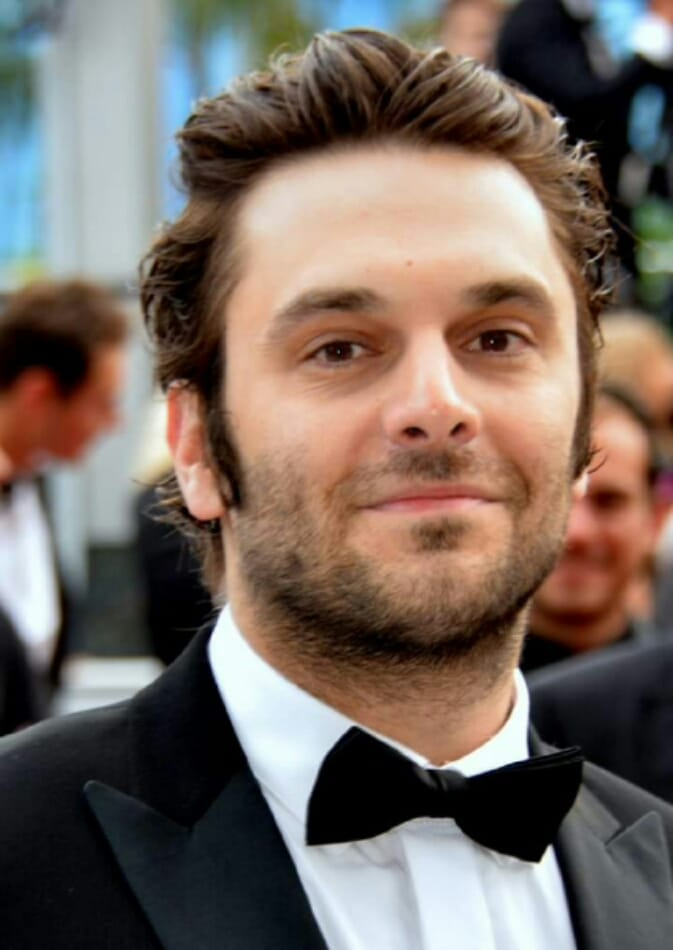
Pio Marmaï interprète Porthos.
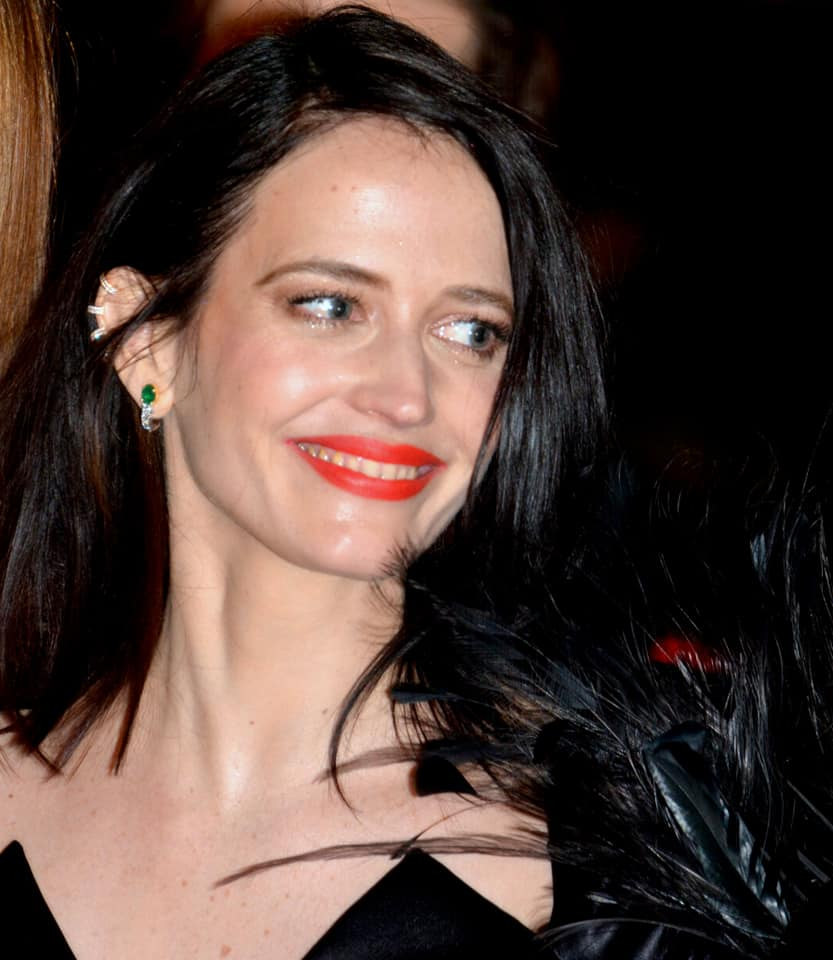
Eva Green interprète Milady de Winter.

## Production

### Genèse et développement
Les prémices des deux films datent de 2019, lorsque le producteur Dimitri Rassam liste une demi-douzaine d’œuvres (dont Les Rois maudits) qui pourraient faire l'objet d'une adaptation à même de créer l'événement sur grand écran. Après avoir « sondé quelques territoires européens majeurs », il se fixe sur Les Trois Mousquetaires.
Début 2020, il associe au projet les scénaristes Matthieu Delaporte et Alexandre de La Patellière qui avaient déjà envisagé d'adapter le roman de Dumas au théâtre avant d'abandonner le projet. Le réalisateur Martin Bourboulon rejoint l'équipe peu de temps après, alors qu'il est en post-production de son film Eiffel. Les quatre hommes se connaissent bien pour avoir déjà travaillé ensemble sur Papa ou Maman et sa suite.
La majeure partie de l'écriture se déroule pendant le premier confinement de 2020. Il est vite décidé d'adapter le roman en deux films puis la pré-production et le casting sont lancés alors que seul le scénario du premier volet est terminé.
Le projet est annoncé à la presse courant 2020. Ce diptyque est pensé comme une « réponse aux franchises américaines » à même de « créer l'évènement », selon le producteur Dimitri Rassam[réf. nécessaire]. Pour donner une idée du ton de l'adaptation, il évoque un mélange entre le Cyrano de Bergerac (1990) de Jean-Paul Rappeneau et la saga Indiana Jones. Il précise également que Martin Bourboulon et lui ont revu plusieurs autres films avant le tournage pour inspiration, dont Les Duellistes (1977) de Ridley Scott, La Reine Margot (1994) de Patrice Chéreau et The Revenant (2015) d'Alejandro González Iñárritu. Martin Bourboulon a également déclaré que Elephant (2003) de Gus van Sant a eu une grande influence pour Les Trois Mousquetaires.
Produit par Dimitri Rassam pour Chapter 2 et Pathé, les deux films sont coproduits par des sociétés française (M6 Films), allemande (Constantin Film), espagnole (DeAPlaneta) et belge (Umedia). Il est préacheté par M6, OCS et Canal Plus en février 2021.
De leur côté, les scénaristes nourrissent aussi leur adaptation d'un travail de documentation historique, en s'appuyant par exemple sur la correspondance entre Louis XIII et Richelieu ou sur des comptes-rendus de duels de l'époque.
Martin Bourboulon situe quant à lui le ton des films entre le thriller et le « western royal », le tout porté par une « narration immersive » soutenue par des « plans séquences et des cascades réalisées par les comédiens ». En effet, selon le coordinateur des cascades, Dominique Fouassier, la production a « mis un point d'honneur à ce que ce soient tous les comédiens qui fassent leurs combats », avec « des doublures pour préparer les combats » en amont. De fait, les acteurs suivent avant le tournage un entraînement d'escrime sous la direction de Yannick Borel, champion olympique et champion du monde d'épée.
Ce diptyque se veut une adaptation complète du roman d'Alexandre Dumas. Dès l'annonce du projet, les tournages des deux films sont prévus pour se dérouler simultanément, pour un total de 27 semaines de production et un budget de 72 millions d'euros environ,,. Cette méthode impose la constitution de deux équipes de montage travaillant en parallèle, chacune s'occupant d'un film.
Il s'agit de la première adaptation cinématographique française des Trois Mousquetaires depuis 62 ans, la précédente étant la saga en deux parties de Bernard Borderie sortie en 1961.

### Attribution des rôles
En février 2021, Pathé dévoile la distribution des rôles principaux : François Civil (D'Artagnan), Eva Green (Milady), Vincent Cassel (Athos), Romain Duris (Aramis), Pio Marmaï (Porthos), Lyna Khoudri (Constance Bonacieux), Louis Garrel (Louis XIII), Vicky Krieps (Anne d'Autriche) et Oliver Jackson-Cohen (le duc de Buckingham). Cependant, pour une raison non spécifiée, Oliver Jackson-Cohen est remplacé avant le tournage par Jacob Fortune-Lloyd,. En novembre 2021, Éric Ruf (cardinal de Richelieu), Marc Barbé (capitaine de Tréville) et Patrick Mille (comte de Chalais) rejoignent la distribution.
Le réalisateur Martin Bourboulon et le producteur Dimitri Rassam avaient une liste idéale d'acteurs pour incarner les mousquetaires, et, les quatre comédiens auxquels ils avaient pensé pour les rôles les ont acceptés. Le premier personnage casté a été celui de D'Artagnan, joué par François Civil,,, qui réalise un rêve d'enfance de jouer ce rôle,,. Lorsque ce dernier apprit que Dimitri Rassam souhaitait le rencontrer pour parler du projet début 2020, l'acteur a décidé de tout donner, taillant sa moustache, faisant un petit catogan avec ses cheveux longs, se faisant passer pour D'Artagnan lors de la rencontre et en mentant au producteur en en lui disant que Les Trois Mousquetaires était son livre de chevet et qu'il le connaissait par cœur, alors qu'il n'avait acheté sa version audio que deux jours auparavant et qu'il l'avait écouté en trois fois la vitesse de lecture normale afin d'être prêt pour l'entrevue. Pour François Civil, sa rencontre avec Dimitri Rassam ressemblait un peu à celle de D'Artagnan et Tréville, le capitaine des mousquetaires, lorsqu'il arrive en lui disant qu'il était prêt à être mousquetaire. Plus tard, environ six à huit mois après avoir été casté pour le film et avoir reçu le scénario, François Civil a finalement lu le roman Les Trois Mousquetaires lors du premier confinement dû à la pandémie de Covid-19.
Martin Bourboulon et Dimitri Rassam voulaient une approche moderne et des rôles féminins forts dans cette adaptation. Pour le rôle de Milady de Winter, ils voulaient une « actrice mystérieuse », donc Eva Green a été casté. Vincent Cassel tournait la série Liaison avec Eva Green lorsqu'il a proposé l'actrice au producteur Dimitri Rassam, et peu de temps après, elle a reçu les scénarios et accepté le rôle.
Dans cette nouvelle adaptation de Les Trois Mousquetaires, Porthos (incarné par Pio Marmaï) est bisexuel,.

### Costumes
Dès le temps du cinéma muet, la représentation des mousquetaires au cinéma a été marquée de longue date par des costumes consistant en de grandes casaques frappées d'une large croix claire. Les Trois Mousquetaires : D'Artagnan s'écarte de ce code cinématographique en montrant des mousquetaires revêtus de tenues sombres, mais il y fait référence en conservant une croix sur la manche de leur manteau.

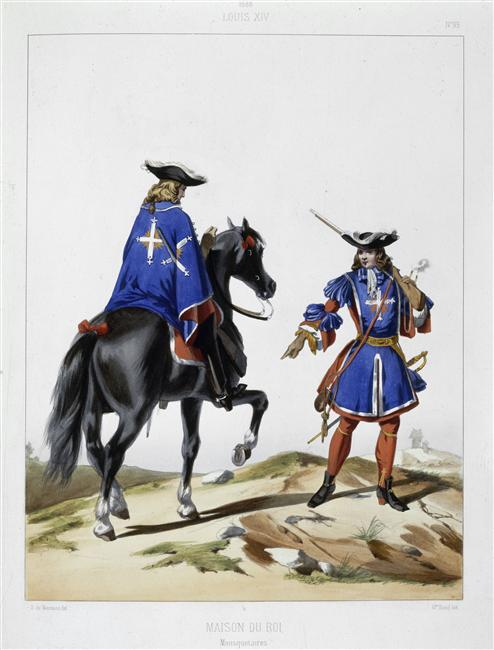
Mousquetaires de la Garde, illustration de la fin du XVIIe siècle
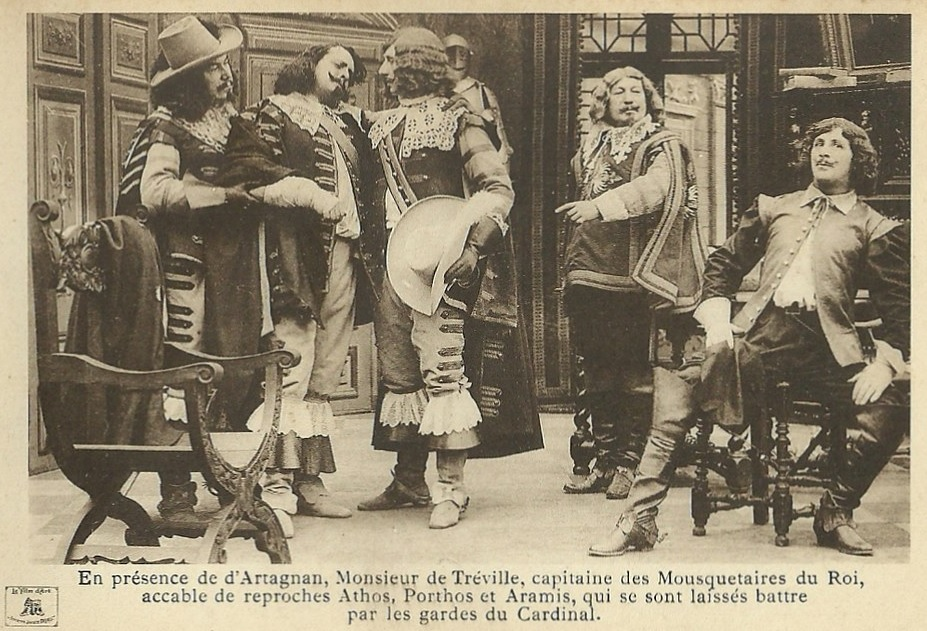
Affiche promotionnelle du film muet Les Trois Mousquetaires d'André Calmettes et Henri Pouctal (1912).

### Tournage
Les Trois Mousquetaires : D'Artagnan et Les Trois Mousquetaires : Milady ont été tournés conjointement pendant 150 jours en France, dans des monuments tels que le palais du Louvre, l'hôtel des Invalides à Paris, les châteaux de Fontainebleau (Seine-et-Marne), de Saint-Germain-en-Laye (Yvelines), de fort la Latte (Côtes-d'Armor) et de Chantilly (Oise), ainsi que la citadelle de Saint-Malo (Ille-et-Vilaine) et le centre-ville historique de Troyes (Aube),.
Le tournage débute le 16 août 2021 et s'est terminé le 3 juin 2022 au château de Farcheville (Essonne),.
L'intégralité du tournage se déroule en France, et, à part pour un jour en studio, totalement en décors naturels aménagés,.
Début septembre 2021, l'équipe tourne à Compiègne (Oise), puis se rend dans la ville de Saint-Malo (Ille-et-Vilaine), notamment au Fort National, qui fait office de doublure pour les fortifications de La Rochelle,, ainsi que sur la plage de l’Éventail. La plage Bonaparte de Plouha (Côtes-d'Armor) sert également de décor, ainsi que le fort la Latte à Plévenon. Ces décors des Côtes-d'Armor servent de cadre aux scènes du siège de la Rochelle, présenté dans le deuxième film.
Le tournage se déroule également en Île-de-France, notamment à Paris (hôtel des Invalides, le palais du Louvre) et en Seine-et-Marne (château de Fontainebleau, cité épiscopale et cathédrale de Meaux), ainsi que dans l'Oise (château de Chantilly) et le Val-d'Oise (Mériel, abbaye de Royaumont)),, les Yvelines (château de Saint-Germain-en-Laye), la Seine-Saint-Denis (maison d'éducation de la Légion d'honneur à Saint-Denis), et les Hauts-de-Seine (Levallois-Perret). Également dans la Ferme fortifiée du Valpendant à (Presles en Val-d'Oise)
En janvier 2022, le tournage reprend après une pause d'un mois. Néanmoins il est à noter que les deux films sont tournés en même temps et dans le désordre : la première partie du tournage ne coïncide pas forcément avec la première partie du diptyque (les scènes du siège de la Rochelle ayant été filmées à l'automne 2021 n'apparaîtront par exemple que dans le deuxième volet). En mars 2022, l'équipe prend ses quartiers à Troyes, notamment dans la Maison de l'outil et de la pensée ouvrière, dont une des salles servira par exemple de base au décor de la chambre de D'Artagnan,. Le tournage se déroule également le même mois aux Hospices de Beaune (Côte-d'Or) ainsi que sur le domaine du Valpendant dans la commune de Presles (Val-d'Oise) et le château de la Cordelière à Chaource (Aube). En avril 2022, le tournage se déplace au château de Farcheville (Essonne), puis à Moret-Loing-et-Orvanne (Seine-et-Marne).

Prévu pour courir jusqu'au 1er mai 2022, le tournage reprend pour quelques jours après le festival de Cannes, pour finalement terminer le 3 juin 2022 au château de Farcheville,. Le tournage des deux films aura ainsi duré 150 jours.

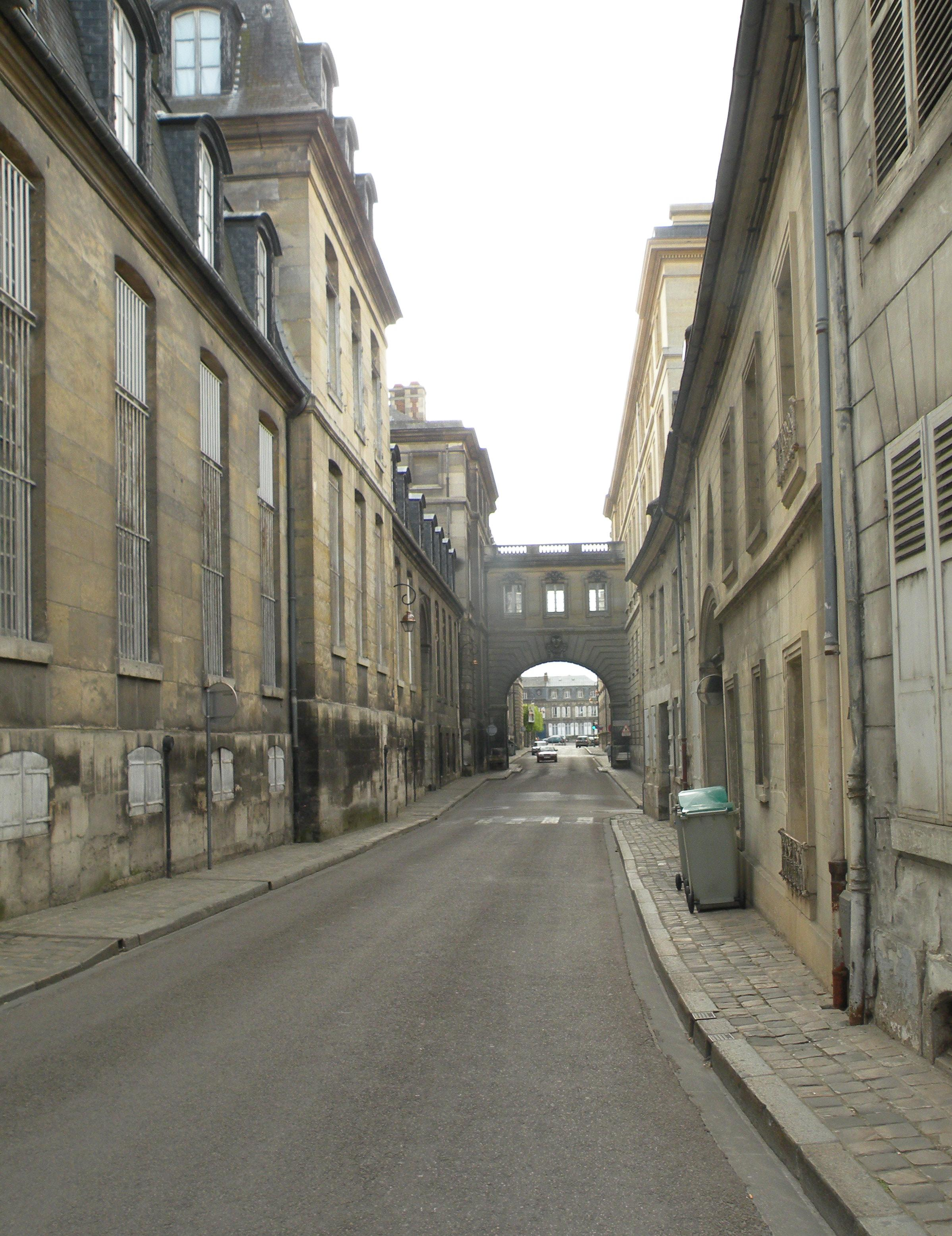
Rue d'Ulm à Compiègne.
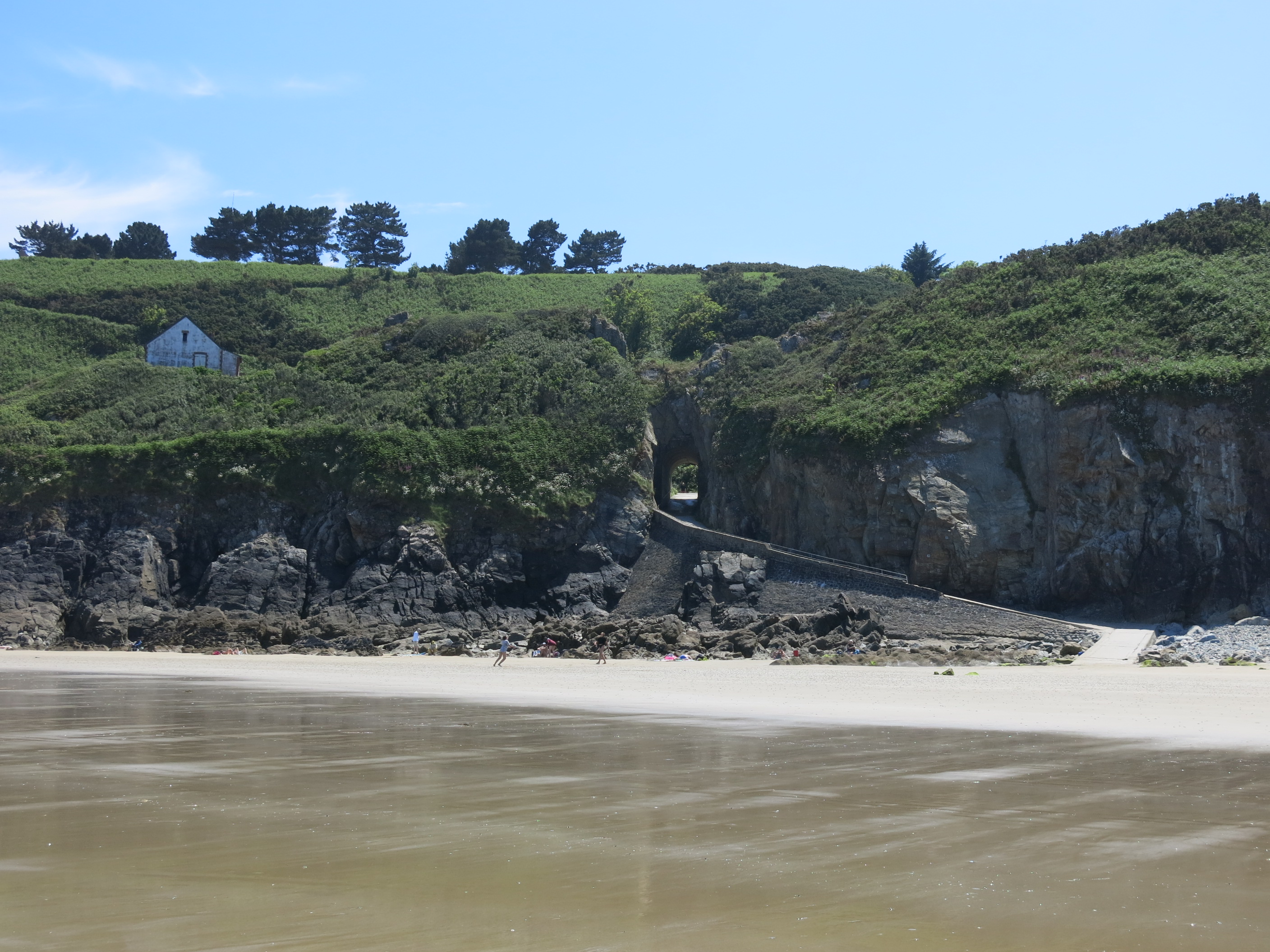
Plage Bonaparte de Plouha
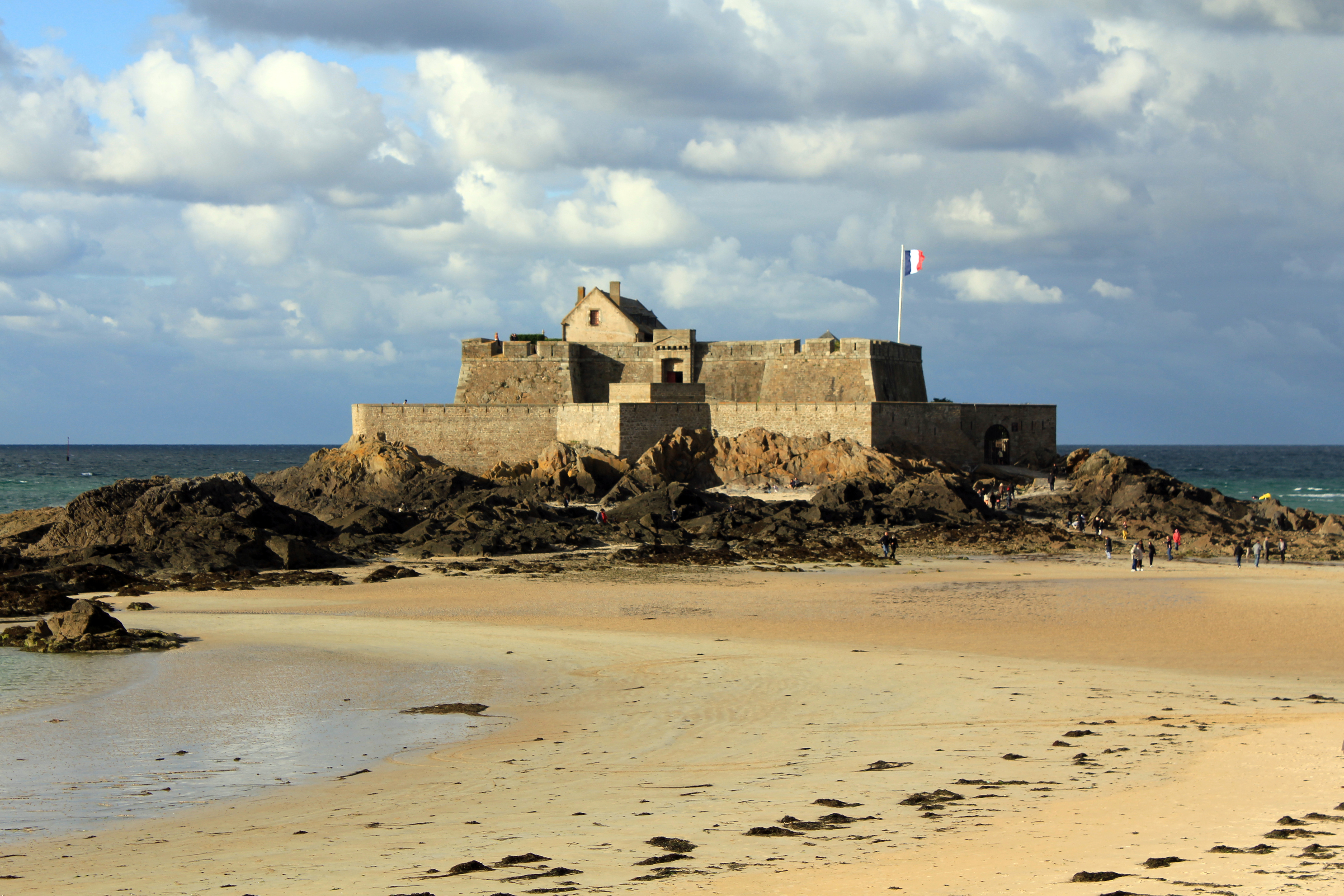
Fort National de Saint-Malo
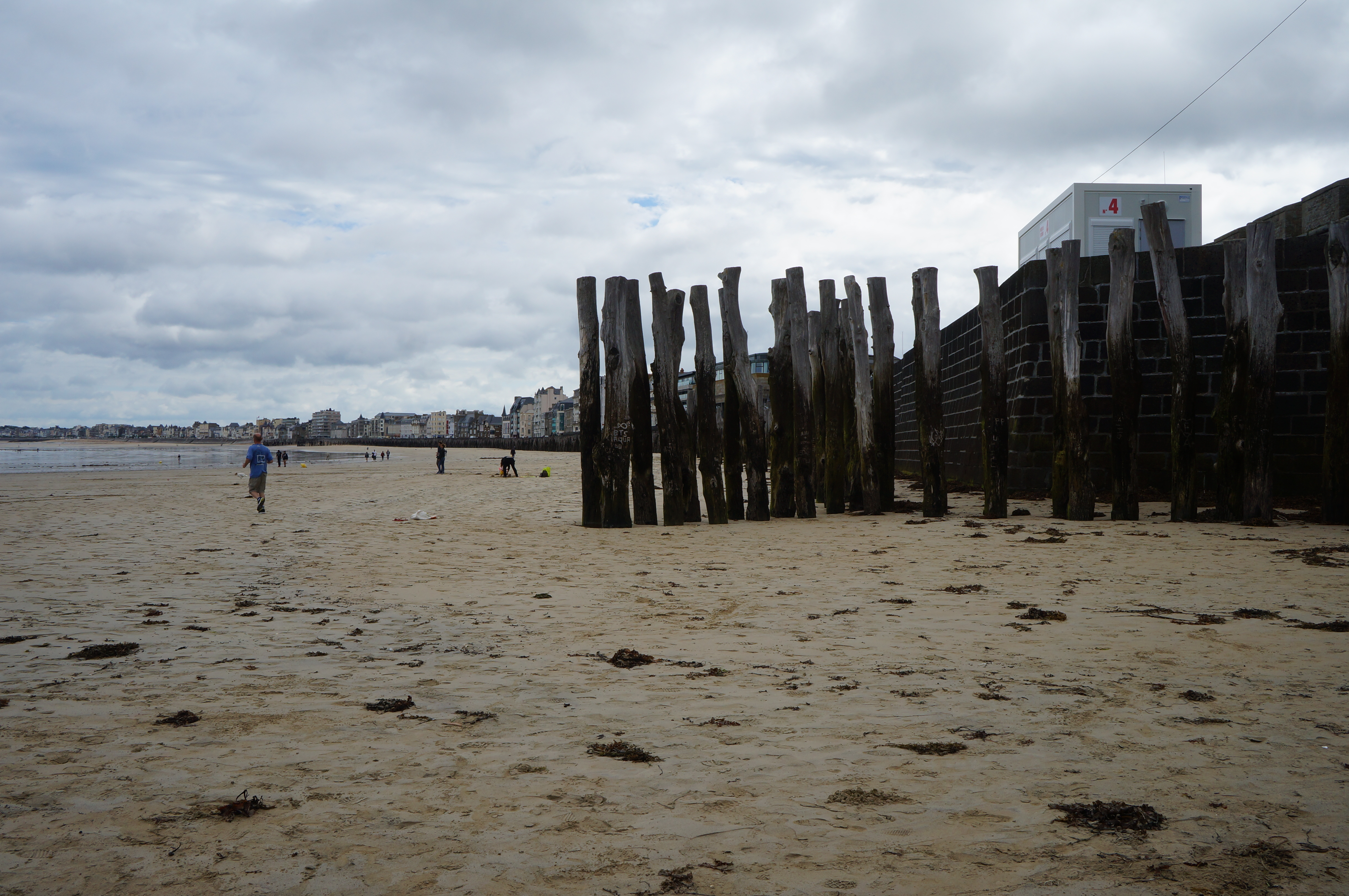
Plage de l'Éventail de Saint-Malo
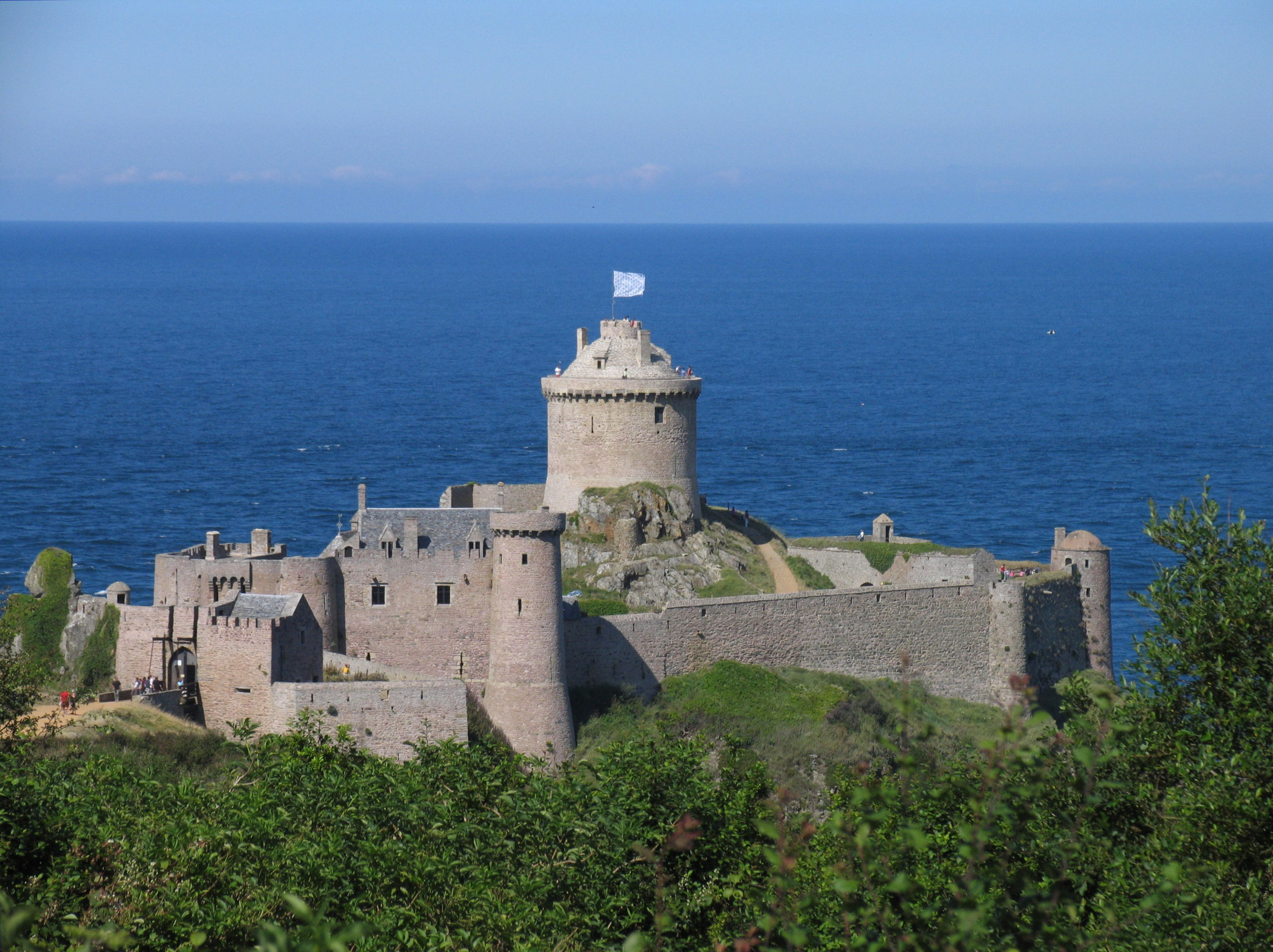
Fort la Latte à Plévenon
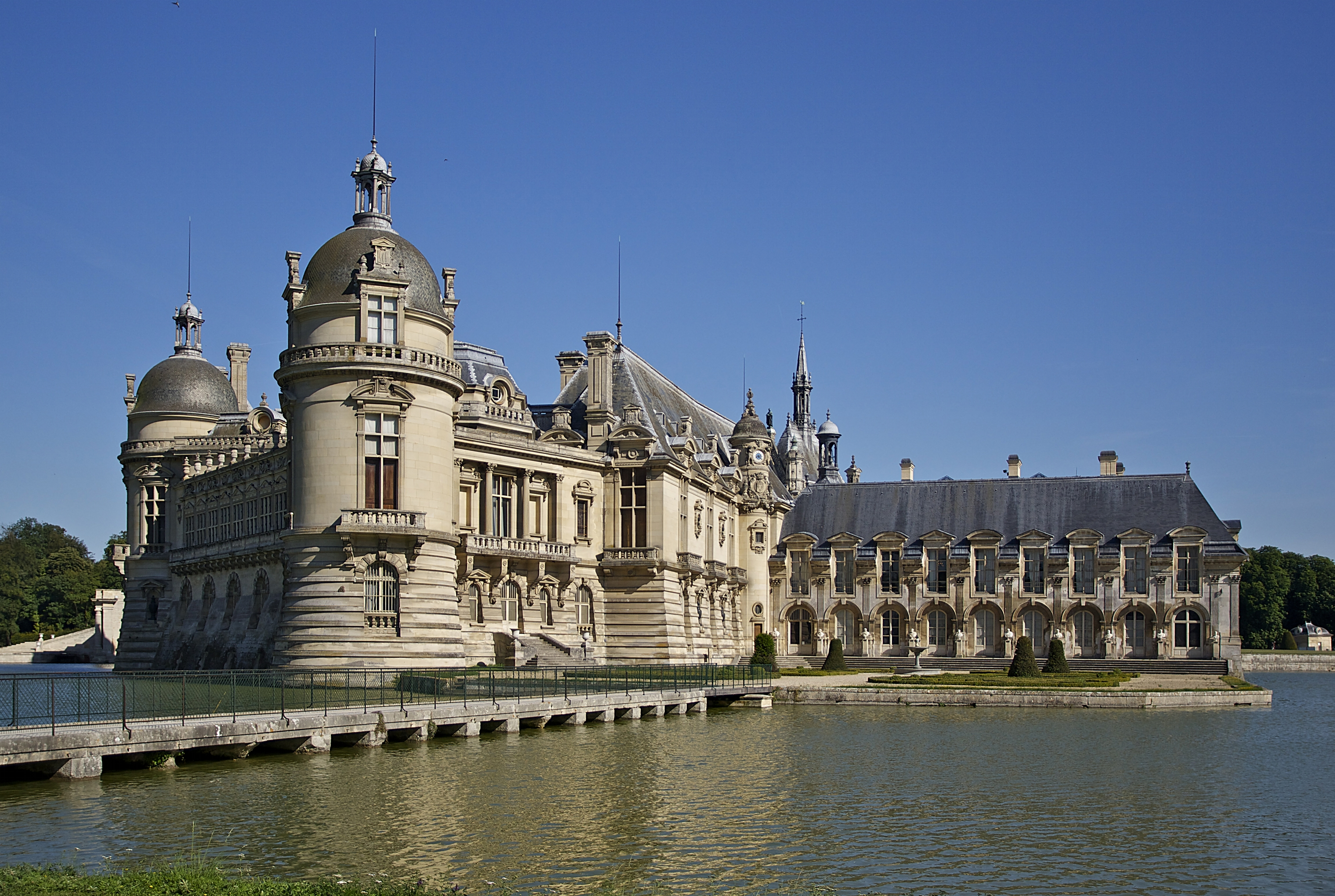
Château de Chantilly
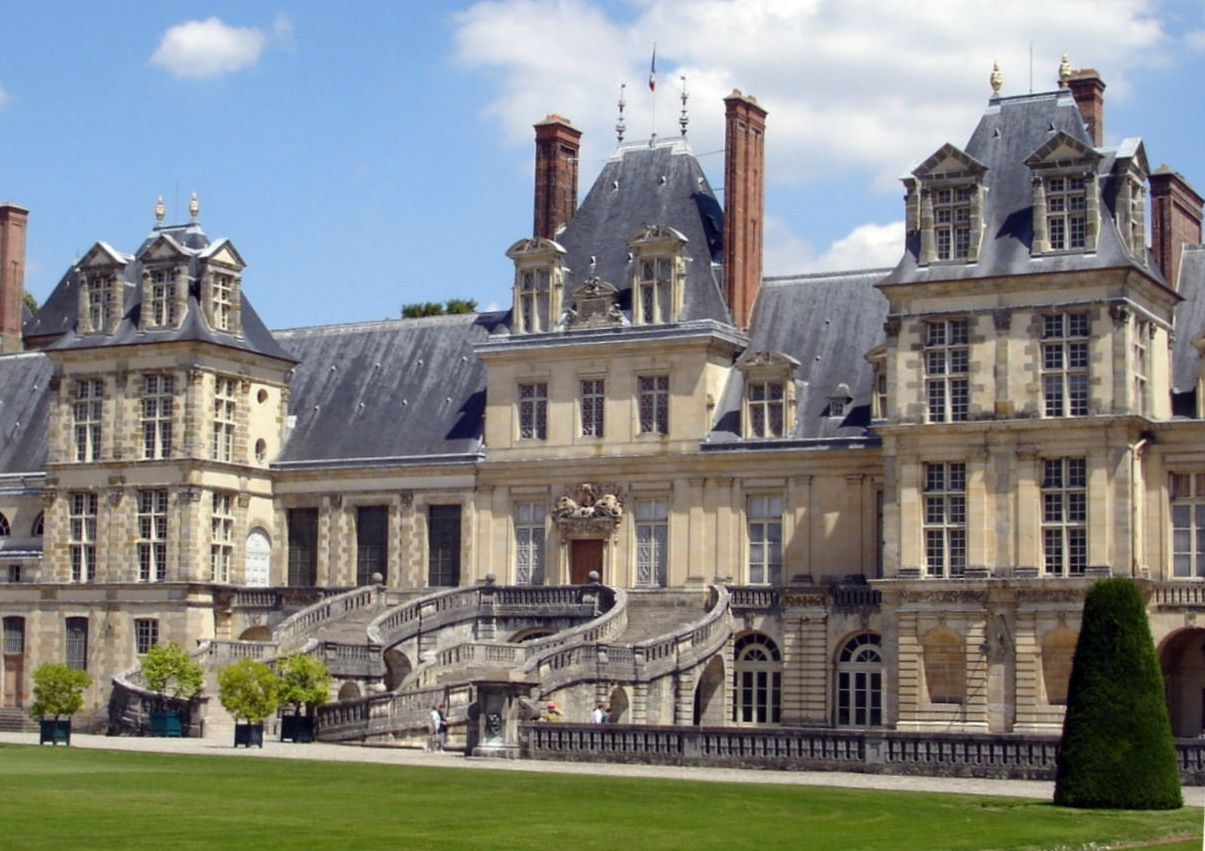
Le château de Fontainebleau
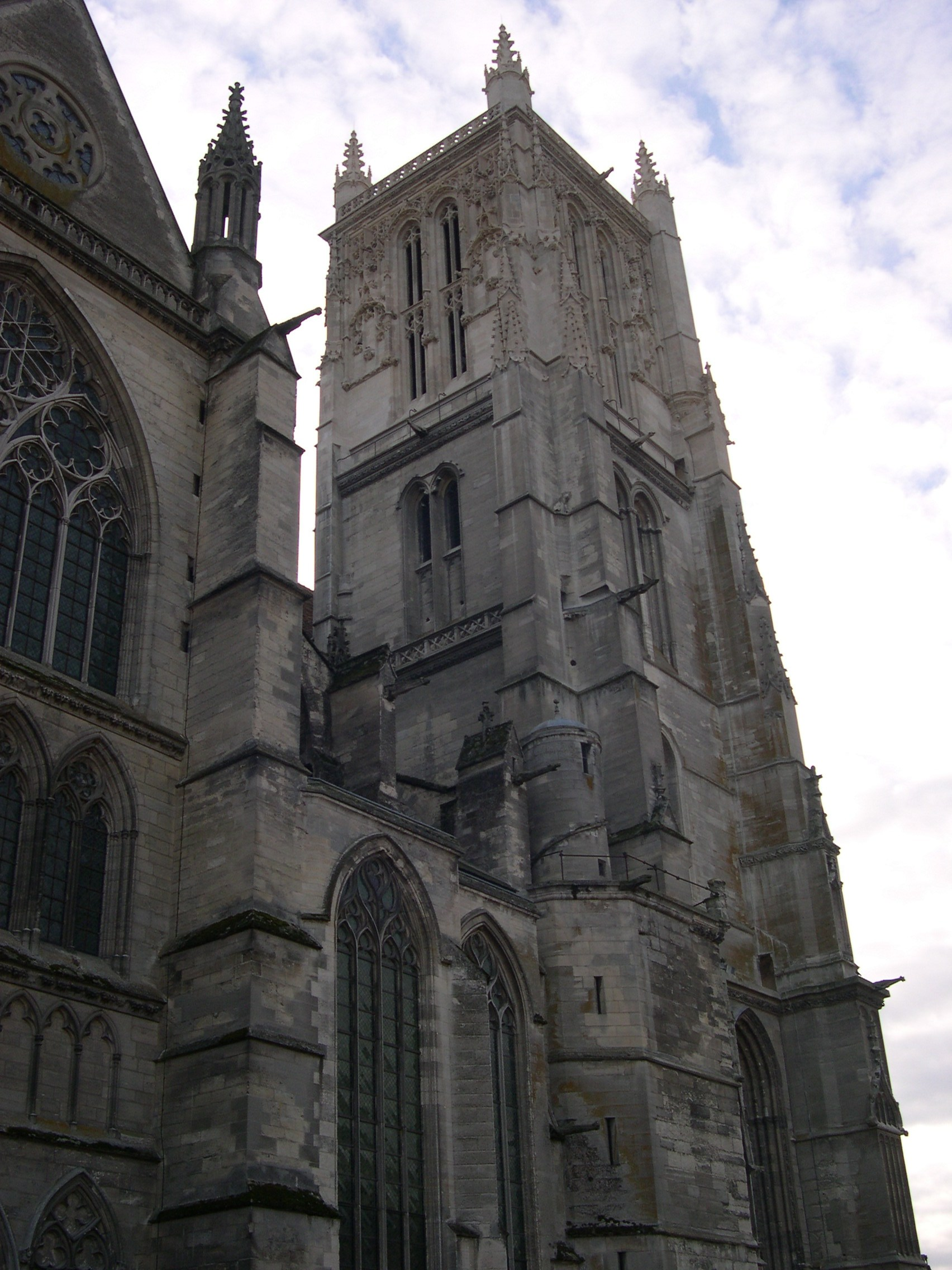
La cathédrale Saint-Étienne de Meaux
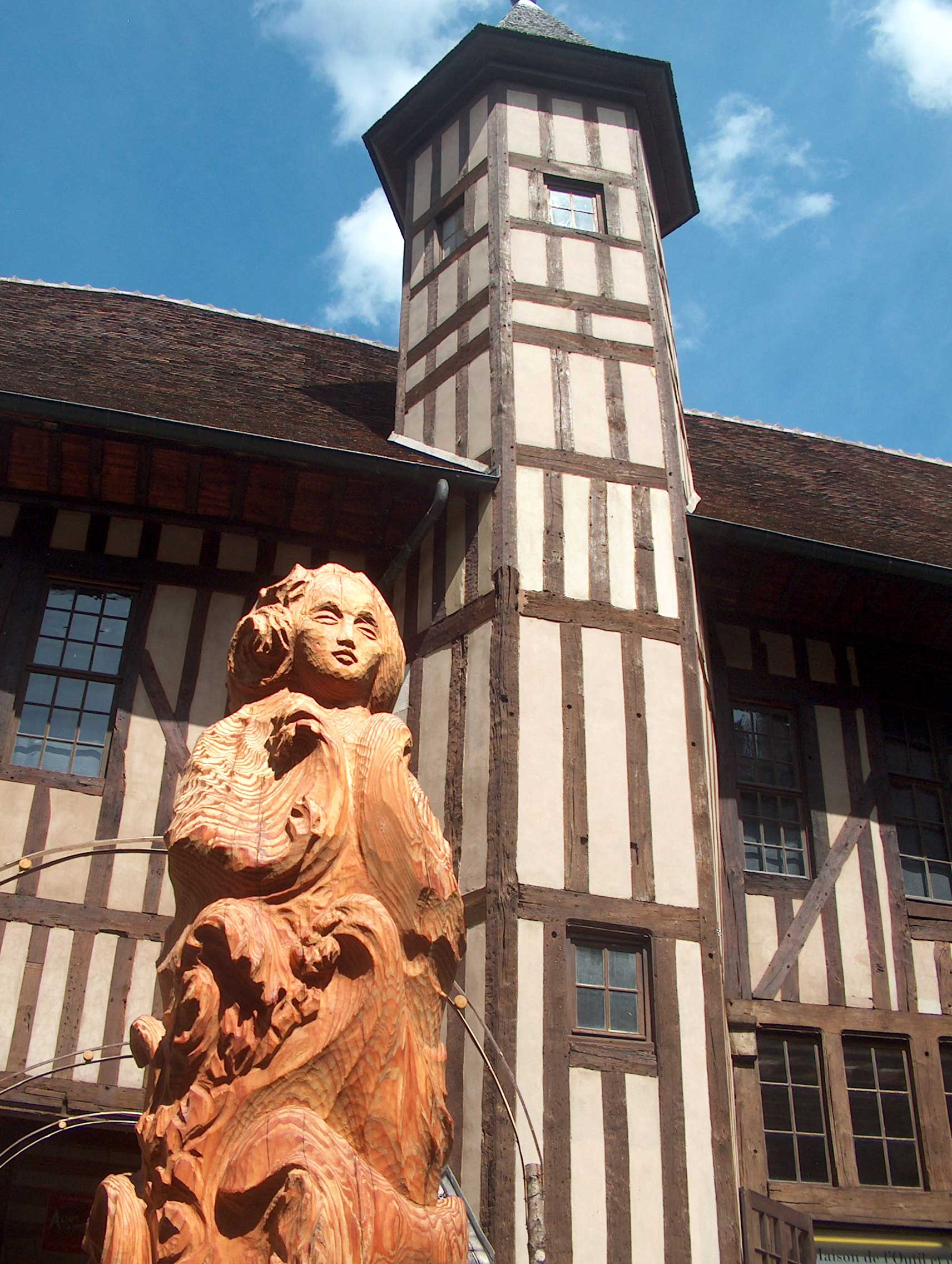
Maison de l'outil et de la pensée ouvrière
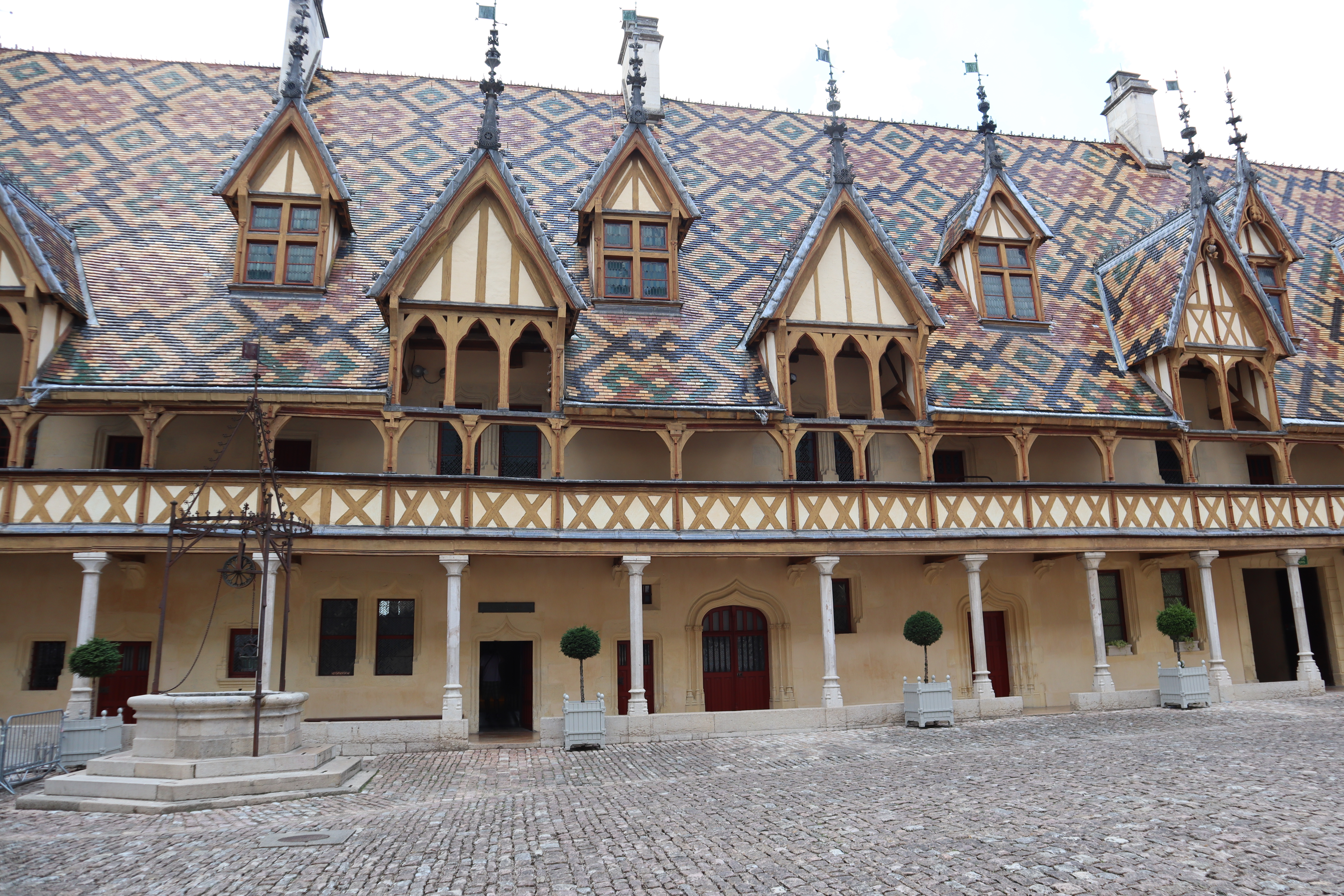
Hospices de Beaune
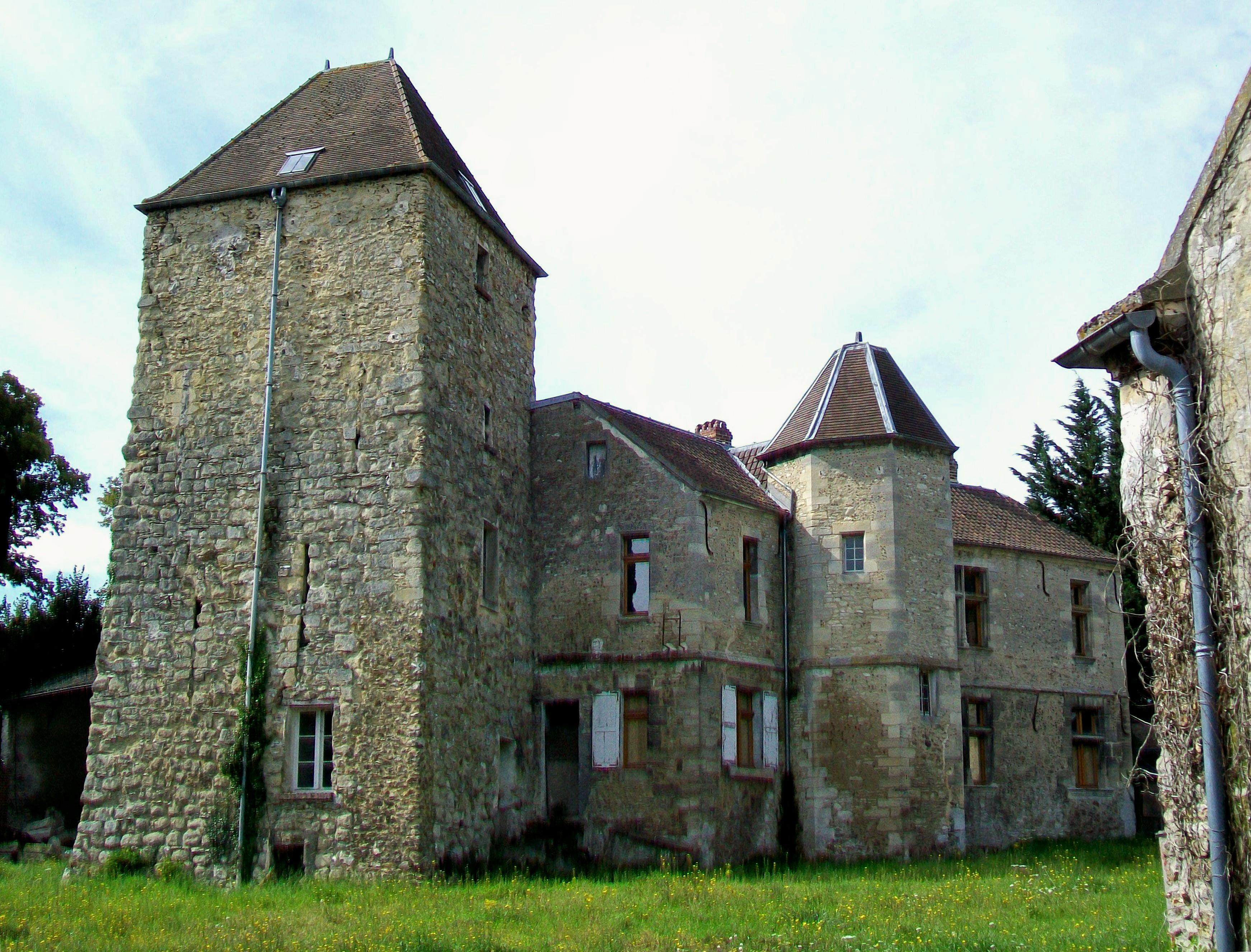
Domaine du Valpendant à Presles
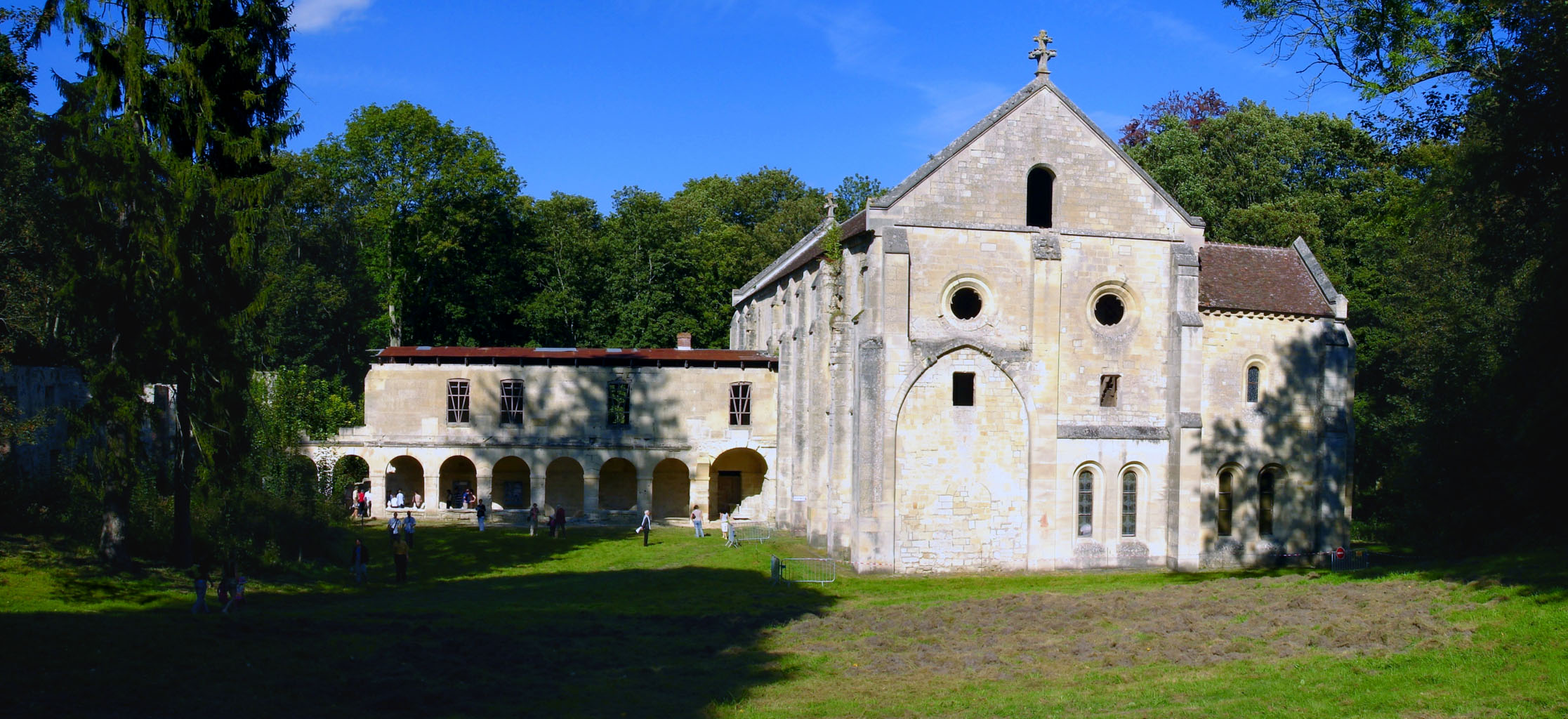
Abbaye Notre-Dame du Val (Mériel)
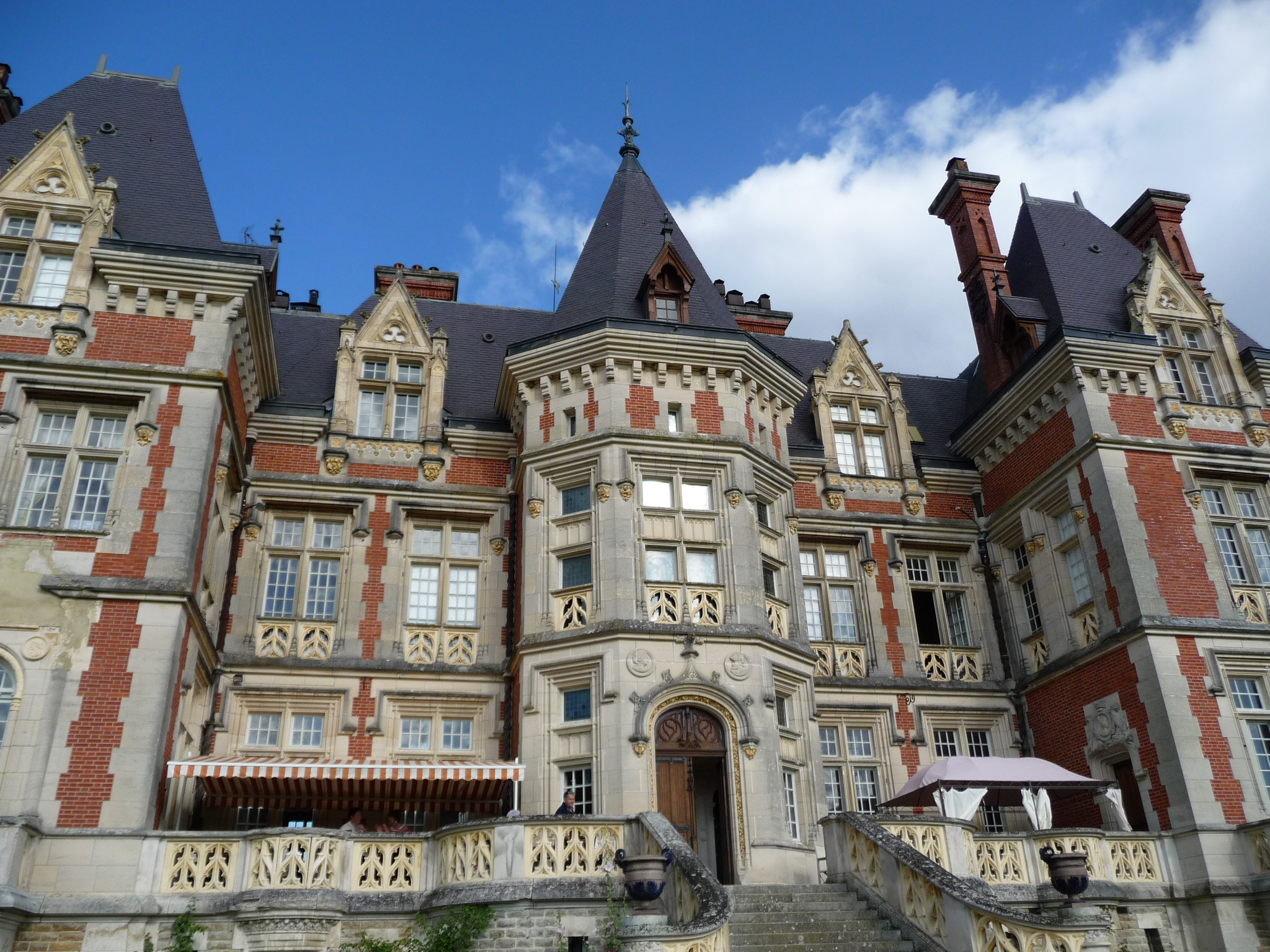
Château de la Cordelière
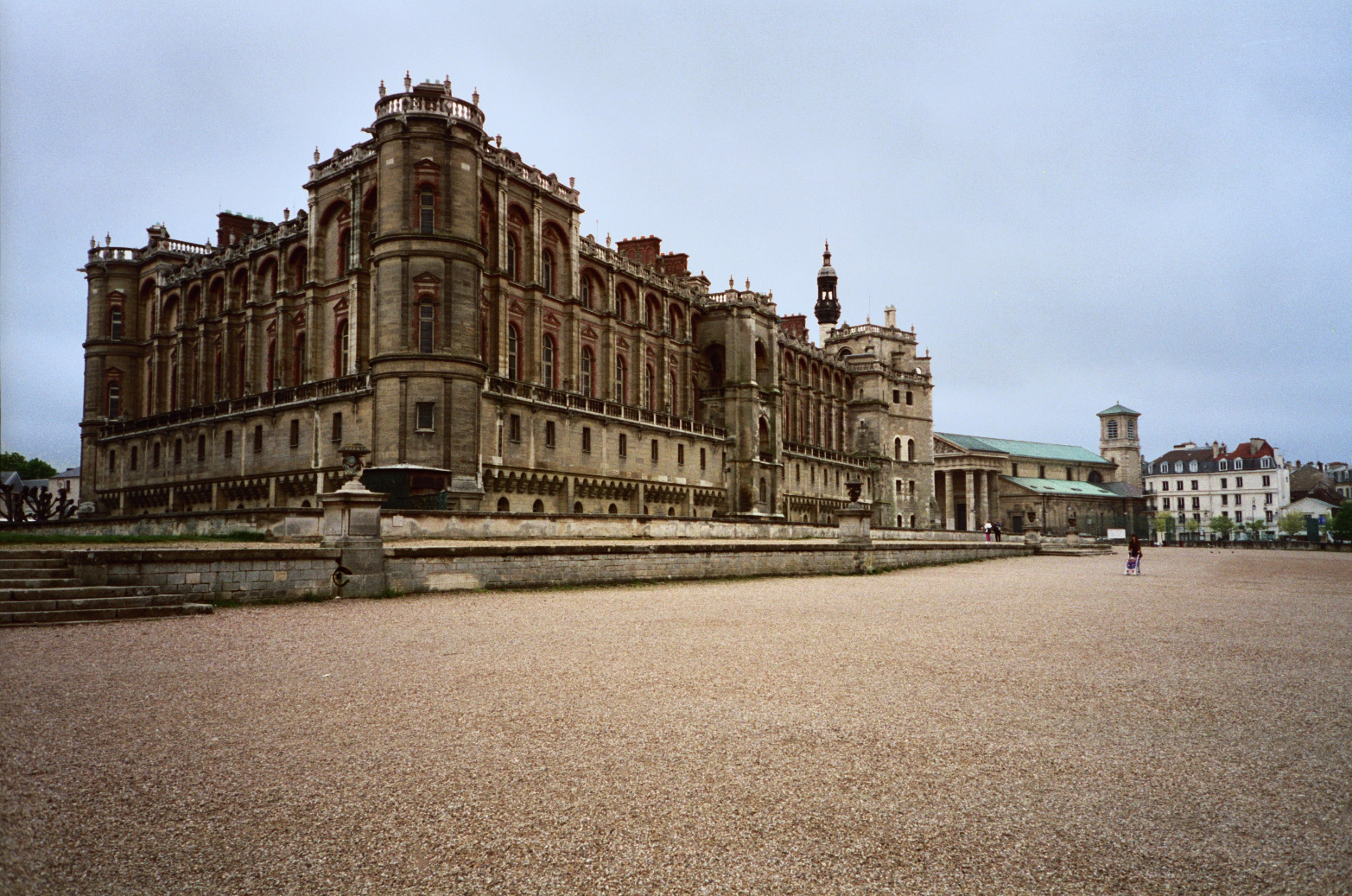
Château de Saint-Germain-en-Laye
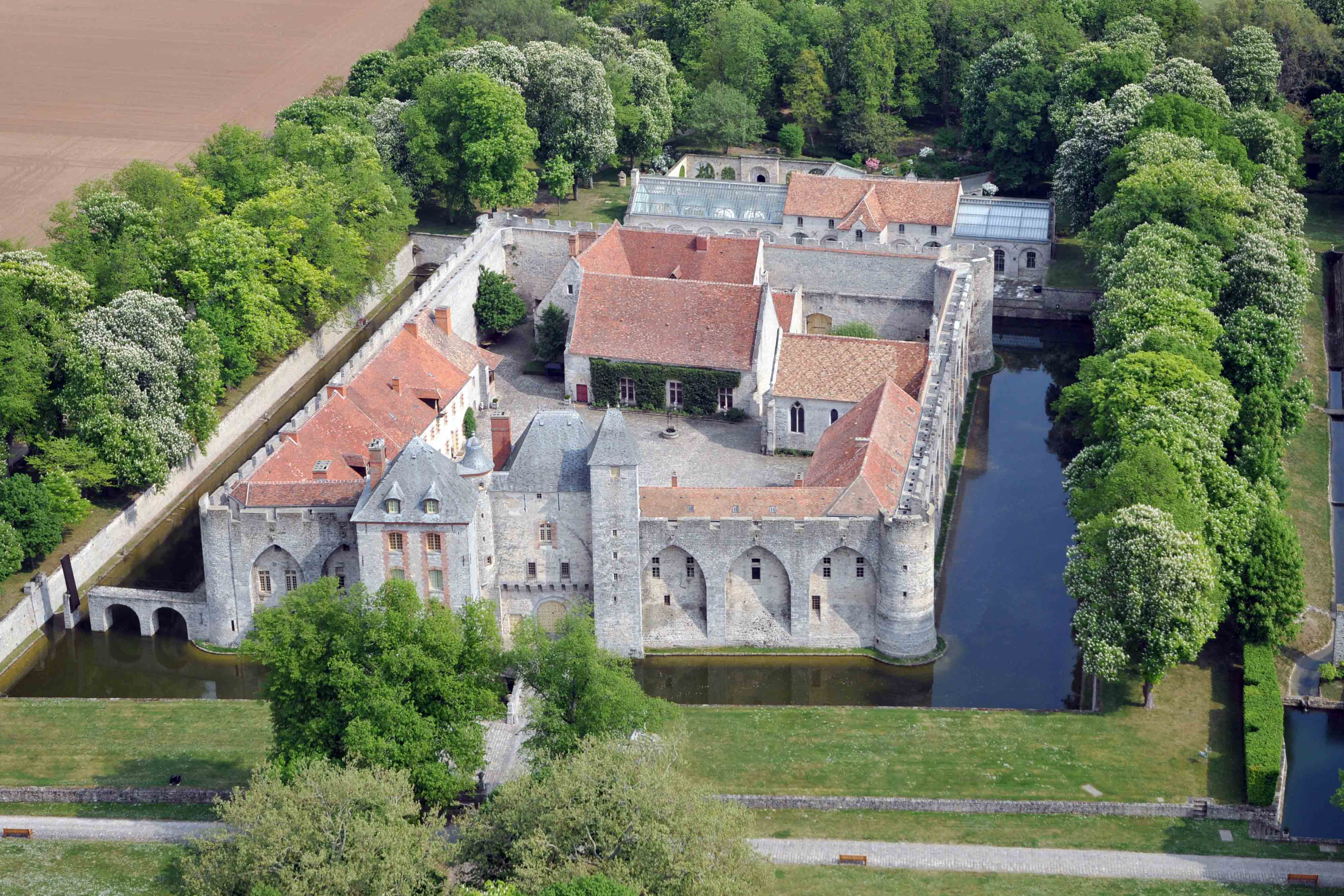
Château de Farcheville
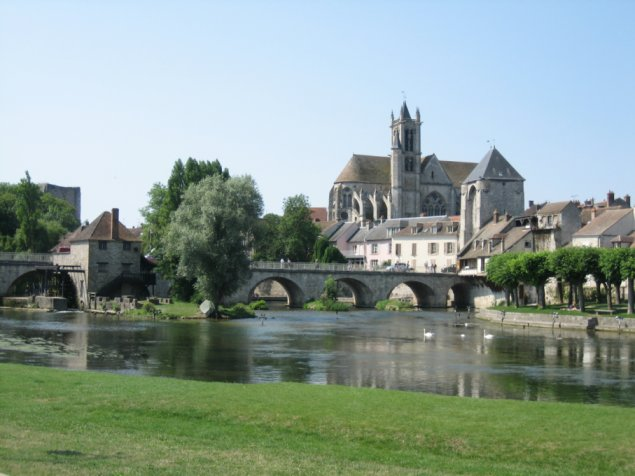
Moret-Loing-et-Orvanne
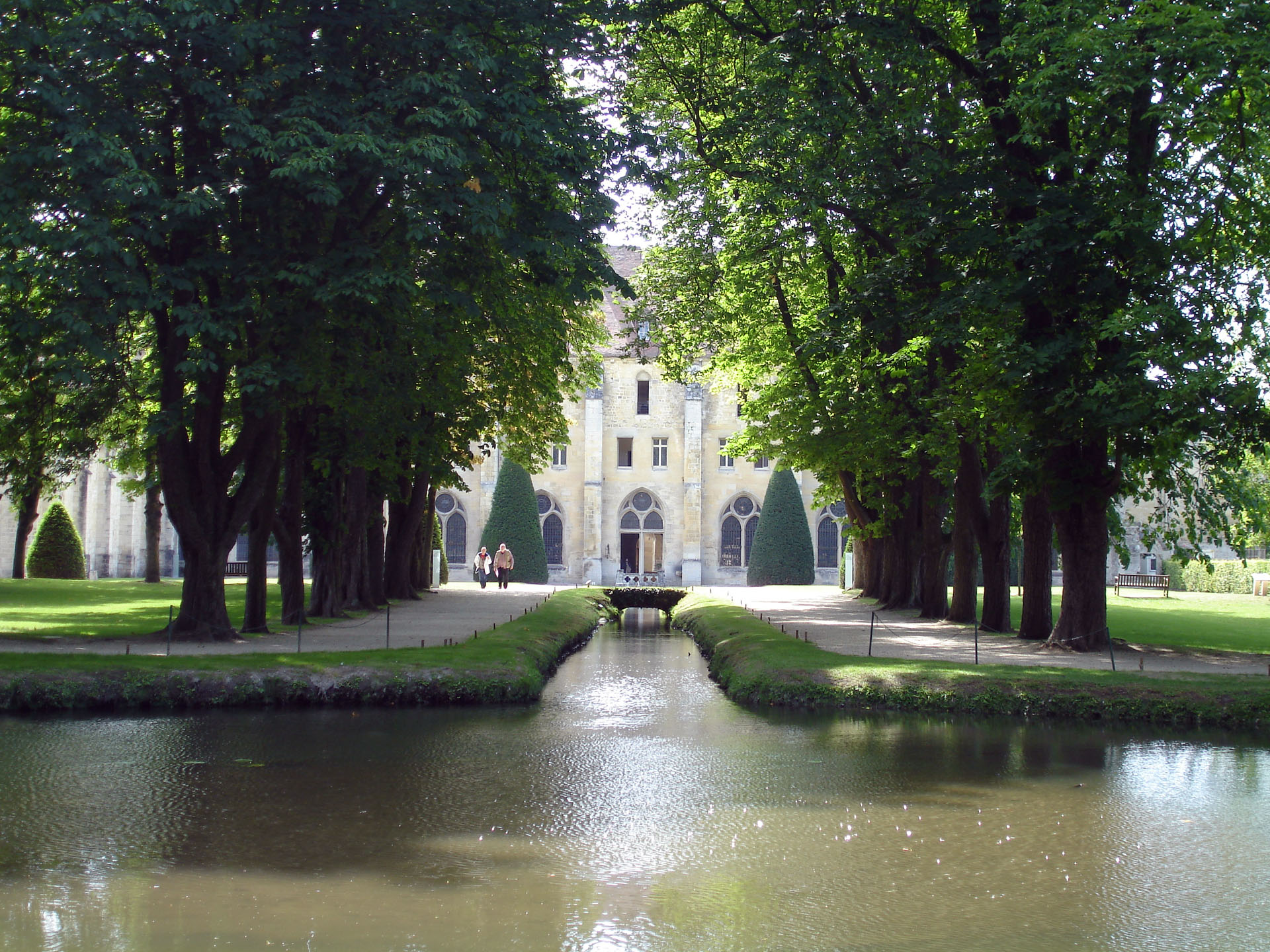
l'Abbaye de Royaumont

#### Décors du premier film
Certains des décors montrés dans ce film sont :
- le château de Fontainebleau, figurant la salle du Conseil du roi, les couloirs du Louvre et la chapelle de la reine ;
- le château de Farcheville, figurant le Conseil de guerre du roi et un intérieur à la Rochelle ;
- l'hôtel de Lauzun, figurant la chambre de la reine ;
- le fort du Trou-d'Enfer, pour une scène à la morgue de Paris ;
- l'abbaye de Royaumont, tenant le rôle de l'abbaye du Val-de-Grâce ;
- l'abbaye de Longpont, pour d'autres scènes dans l'abbaye du Val-de-Grâce ;
- le quai Étoile du Roy à Saint-Malo, pour des scènes à la Rochelle ;
- le fort la Latte, figurant le Fort royal à La Rochelle ;
- le fort National, à Saint-Malo, figurant le Petit Fort de Villeneuve de Radis ;
- la place Chateaubriand à Saint-Malo, pour diverses scènes à la citadelle de La Rochelle ;
- la plage Bonaparte de Plouha, pour la scène du débarquement du duc de Buckingham ;
- la cathédrale Saint-Étienne de Meaux, pour la scène du mariage[64] ;

Plus trois décors anachroniques : 
- le château de Compiègne, qui figure l'Hôtel des mousquetaires : l'histoire se déroule sous le règne de Louis XIII, or ce château a été construit à l'époque de Louis XV ;
- le Louvre : 
  - extérieur : la Cour carrée : l'histoire se déroule sous le règne de Louis XIII, or la Cour carrée a été construite à l'époque de Louis XIV ;
  - intérieur : l'Escalier du Sud, l'un des deux escaliers imposants se situant aux deux extrémités de la Colonnade (la Colonnade ayant aussi été construite sous Louis XIV).

### Musique
La bande originale du film est composée par Guillaume Roussel, élève de Hans Zimmer, et sort le 5 avril 2023 sous le label américain Milan Records,.

## Accueil et sortie

### Promotion
La première image du film a été montrée le 2 septembre 2021. Le 19 avril 2022, le magazine Première a publié deux couvertures avec les acteurs principaux du film (François Civil, Vincent Cassel, Romain Duris, Pio Marmaï et Eva Green).
Deux nouvelles images paraissent le 5 mai 2022. Quinze minutes du film ont été montrées au marché du film du Festival de Cannes 2022. Le premier teaser et l'affiche officielle sont livrés le 5 décembre 2022,.
La bande-annonce officielle est mise en ligne le 15 février 2023. Les affiches individuelles pour les personnages sont quant à elles montrées le 15 mars 2023.
Pathé sort le film dans les salles françaises le 5 avril 2023. Le film fait son retour dans les salles françaises le 6 décembre 2023, une semaine avant la sortie de Les Trois Mousquetaires : Milady.

### Accueil critique
En France, le site Allociné propose une moyenne de 3,7⁄5, d'après l'interprétation de 37 critiques de presse. Le site Rotten Tomatoes propose un score de 98 % et une note moyenne de 7,7/10 à partir de l'interprétation de 52 critiques.
La critique est majoritairement favorable au film. Pour la rédaction de CNews, « Martin Bourboulon réussit à remettre le film de cape et d’épée au goût du jour, grâce à une mise en scène rythmée et ambitieuse, ainsi qu’à des acteurs qui prennent un malin plaisir à incarner ces héros populaires. ».
Barbara Théate écrit pour Le Journal du dimanche, « portée par la mise en scène enlevée de Martin Bourboulon, cette énième adaptation réussit à donner un nouveau souffle, âpre et fougueux, aux aventures d’un des plus célèbres héros de la littérature française : les combats à l’épée offrent un réalisme spectaculaire, les costumes sont d’un luxe absolu, les dialogues mêlent goût du romanesque et humour bravache. ».
Jacky Bornet, pour FranceInfo Culture, souligne le « charisme » de la distribution. Le critique rajoute : « Épique, romanesque et ponctuée de très beaux duels, cette nouvelle version, tout en décors naturels, bénéficie des atouts d’une grande production », actualisant le genre de cape et d'épée dans une adaptation de l'œuvre de Dumas quelque peu plus sombre qu'à l'accoutumée.
Christophe Caron, pour La Voix du Nord, constate « le respect des figures totémiques » tout en ayant une version actualisée. Là aussi, le critique félicite le casting jugé « malin ». Un nuage sombre à l'horizon : la multiplication des sous-intrigues qui peuvent peut-être faire trop pour le spectateur. Le critique estime que « c’est bien le panache bondissant du grand divertissement populaire qui prend le dessus » sur des intrigues amoureuses inspirées par l'ère post-MeToo, permettant d'attendre « sereinement » le second volet.
« À mi-chemin entre le western et le film de cape et d’épée dans la pure tradition du genre », le long-métrage de Martin Bourboulon semble avoir été apprécié par Julie Hay (Journal du Geek). Elle résume sa critique ainsi : « Les Trois Mousquetaires : D'Artagnan n'a pas peur de mettre le feu aux poudres. Le premier volet de la saga, pensée en deux opus, tranche dans le vif et offre un grand spectacle aux amateurs des récits de Dumas mais pas seulement. Un divertissement familial qui rivalise sans problème avec les super-productions hollywoodiennes. En garde ! ».
Lino Cassinat (Écran Large) se montre plus nuancé quant au premier volet de ces Trois Mousquetaires. Le critique reconnaìt beaucoup de mérite et de bonne volonté, aussi bien à la production qu'au réalisateur, de vouloir faire des films français plus modernes et ambitieux. Les scènes de combat ne sont pas suffisamment travaillées sur la mise en scène, donnant « un flux visuel uniforme et légèrement brouillon ». Les décors ainsi que les costumes sont une réussite pour le critique. Un autre point négatif soulevé par le critique est le manque de développement des personnages, notamment ceux d'Aramis et Porthos, mais surtout celui de d'Artagnan, dont « les motivations demeurent une drôle d'énigme une fois rendu au générique de fin ».
Maroussia Dubreuil, dans Le Monde, considère que le film mise tout sur « l'humour et un casting efficace » et « ce premier opus participe à la grande séance de rattrapage du féminisme en offrant des partitions hardies à ses deux protagonistes, Milady et mademoiselle Bonacieux. ».
Pour Lelo Jimmy Batista, dans Libération, « Les Trois Mousquetaires a les airs d’une visite officielle – tout est verrouillé, propre, de bon goût, et manque cruellement de folie. Les deux heures passent vite, mais, soyons honnêtes, on ne s’amuse jamais vraiment. ».
Dans sa critique pour La Croix, Céline Rouden n'est pas très emballée pas le résultat de ce premier volet des Trois Mousquetaires : « Confiée au réalisateur d’Eiffel, cette version des Trois Mousquetaires entend revisiter le film de cape et d’épée en lui apportant une touche de modernité. Mais ni le casting, aux interprétations disparates, ni l’esthétique très sombre, ni le soupçon de second degré ne parviennent à faire décoller le film. ».
Au Canada, Pascal Leblanc (La Presse) apprécie « un film fidèle au livre qui n’a rien à envier aux superproductions du genre. », avec de « très belles images », porté par une « distribution impeccable ». Il apprécie le rythme du film, les dialogues qui n'en font pas trop et la représentation des mousquetaires qui conserve leurs rôles archétypiques tout en évitant les clichés.

### Box-office
| Pays ou région | Box-office                     | Date d'arrêt du box-office | Nombre de semaines |
| -------------- | ------------------------------ | -------------------------- | ------------------ |
| France         | 3 435 876 entrées,             | 12 décembre 2023           | 22                 |
| Mexique        | 378 000 entrées                | 30 avril 2023              | 2                  |
| Russie         | 272 933 entrées                | 25 juin 2023               | 9                  |
| Espagne        | 117 745 entrées                | 7 mai 2023                 | 3                  |
| Italie         | 108 894 entrées                | 23 avril 2023              | 3                  |
| Brésil         | 97 772 entrées                 | terminé                    | 2                  |
| Allemagne      | 61 933 entrées                 | terminé                    | 4                  |
| Belgique       | 52 518 entrées                 | terminé                    | 6                  |
| Colombie       | 57 000 entrées                 | 4 juin 2023                | 7                  |
| Pologne        | 53 142 entrées                 | 28 mai 2023                | 3                  |
| Monde          | 1 844 594 entrées              | en cours                   | 74                 |
| Total mondial  | 5 277 409 entrées 32 412 488 $ | en cours                   | 74                 |

#### France
Pour son premier jour d'exploitation en France, Les Trois Mousquetaires : D'Artagnan réalise 197 224 entrées, dont 121 185 en avant-première, pour un total de 2 915 séances proposées dans 732 salles,. En comptant pour ce premier jour les avant-premières, le film se positionne en seconde place du box-office des nouveautés pour sa journée de démarrage, derrière Super Mario Bros. le film (281 442) et devant Mon chat et moi, la grande aventure de rroû (9 853).
Lors de son premier week-end d'exploitation, le film réalise plus de 724 000  entrées, le plaçant en deuxième place du box-office, derrière Super Mario Bros. le film (1 364 123), et devant Je verrai toujours vos visages (128 770). Au bout d’une première semaine d’exploitation dans les salles françaises, le long-métrage totalise 1 007 159 entrées franchissant la barre symbolique du premier million d'entrées, toujours pour une seconde place au box-office, derrière Super Mario Bros. le film (1 866 914) et devant Je verrai toujours vos visages (194 589).
C'est au cours de son troisième week-end d'exploitation que D'Artagnan franchit le cap des 2 millions d'entrées, soit une baisse de fréquentation de 24 % par rapport à la précédente grosse production française de l'année, Astérix et Obélix : L'Empire du Milieu.
Après 6 semaines d'exploitation, Les Trois Mousquetaires : D'Artagnan quittent pour la première fois le podium : avec une baisse de 49 % de rentabilité par rapport à la semaine précédente pour un total de 123 014 entrées supplémentaires, le long-métrage passe à la 4e place du box-office hebdomadaire, derrière L'Exorciste du Vatican (155 555) et devant Hawaii (71 825). Ces chiffres permettent toutefois au film de franchir le seuil des 3 millions de tickets vendus sur son territoire national et de s'assoir confortablement en troisième place des films français et à la septième place toutes origines confondues au box-office local pour l'année 2023,.
Après 22 semaines d'exploitation et une resortie d'une semaine du 6 décembre au 12 décembre 2023, notamment avec des affiches "marathon" des deux opus du diptyque avec avant-première du second le soir du dimanche 10 décembre 2023 dans plusieurs salles de cinémas participantes, le film rajoute 95 685 entrées supplémentaires à son premier total pour finir à un cumul de 3,4 million d'entrées en France le 12 décembre 2023,.

#### International
Unifrance a annoncé le vendredi 5 mai 2023 qu'exactement 1 mois après sa première date de sortie, le film avait passé le cap symbolique des un million d'entrées à l'international (soit 5,86 M € de recettes hors France). Ceci notamment grâce à un démarrage en trombe au Mexique durant sa première semaine en salles avec 258 000 entrées et une quatrième place décrochée au box-office local. Le pays d'Amérique du Nord a donc obtenu la place de second marché du film, dépassant la Russie, dès sa deuxième semaine d'exploitation.
À la mi-mai, Unifrance a complété cette annonce en révélant son étude des chiffres d'exploitation des films français à l'étranger en avril 2023. Avec 1 374 768 entrées cumulées grâce à 5 540 copies sur 42 territoires, équivalent à 7 332 252 € de recettes (chiffres consolidés le 10 mai 2023); Les Trois Mousquetaires - D'Artagnan était le film français le plus vu en salles dans le monde durant ce mois précis. Il est devenu ainsi la troisième production hexagonale à comptabiliser plus d'un million de tickets hors de ses frontières depuis le début de l’année 2023. Le film est sorti en salles ou a été acquis par un distributeur pour sortir en salles dans 71 pays hors France à ce jour.
La société de distribution québécoise du film Sphère Films a annoncé qu'il avait passé la barre symbolique des 500 000 $ CA de recettes le jeudi 1er juin 2023 au bout de sa 5ème semaine en salles au Québec,. Le film y affichait une bonne tenue, étant toujours dans le top 10, le seul film en version originale francophone représenté et engrangeant 515 600 $ CA de recettes en 6ème semaine d'exploitation,.
Variety a annoncé le 15 juin 2023, qu'au vu du bel accueil international pour le premier opus (et ses 35 millions de dollars américains de recettes globales), Samuel Goldwyn Films avait acquis les droits de diffusions des deux films du diptyque sur le marché américain pour une sortie en salles prévue en décembre de la même année.
PEN India Ltd et M International Media ont sorti le film le 23 juin 2023 dans quelques salles indiennes.
En octobre 2023, le film était encore en exploitation dans cinq pays étrangers supplémentaires rajoutant 33 864 entrées et 164 789 € de recettes à ses totaux pour un cumul de 1 624 042 d'entrées hors de France sur cinquante-et-un pays et 8 960 229 € de recettes hors marché national. En décembre 2023, ces totaux montent à 1,65 million d'entrées et 9,1 millions d'euros de recettes.
Les Trois Mousquetaires : D'Artagnan est le seul film français en exploitation sur plus de cinquante marchés étrangers en 2023.

### Plateformes et vidéo à la demande

#### En France
Selon l'agrégateur allemand de contenus en vidéo à la demande et streaming JustWatch, le film était celui le plus visionné en ligne en décembre 2023 par les internautes français après sa première diffusion puis mise en ligne le samedi 7 octobre 2023 sur le bouquet OCS. Date depuis laquelle il n'a pas quitté le top 10 des films les plus visionnés en ligne en France selon ce même classement hebdomadaire JustWatch :
| Semaine(s) | Dates couvertes                | Place au top 10 hebdomadaire | # semaines dans le top 10 |
| ---------- | ------------------------------ | ---------------------------- | ------------------------- |
| 1          | 2 au 8 octobre 2023            | No 1                         | 1 semaine                 |
| 2          | 9 au 15 octobre 2023           | No 6                         | 2 semaines                |
| 3          | 16 au 22 octobre 2023          | No 2                         | 3 semaines                |
| 4          | 23 au 29 octobre 2023          | No 5                         | 4 semaines                |
| 5          | 30 octobre au 5 novembre 2023  | No 9                         | 5 semaines                |
| 6          | 6 au 12 novembre 2023          | No 8                         | 6 semaines                |
| 7          | 13 au 19 novembre 2023         | No 4                         | 7 semaines                |
| 8          | 20 au 26 novembre 2023         | à confirmer                  | à confirmer               |
| 9          | 27 novembre au 3 décembre 2023 | No 1                         | 8 semaines                |
| 10-14      | 1er au 31 décembre 2023        | No 1                         | 12 semaines               |

Au 20 janvier 2024, le film était toujours dixième du top 10 hebdomadaire JustWatch (à J-7 jours) et quatrième de son Top 10 mensuel (à J-30 jours) ayant passé 93 jours dans son top 3 mensuel et 148 jours dans son Top 10 mensuel depuis son entrée dans le classement.

#### En Amérique latine
Lancé sur Netflix dans toute l'Amérique latine hispanophone (Brésil exclu) le 15 novembre 2023, grâce à l'acquisition des droits des deux films du diptyque sur ce continent par CDC United Networks pour son exploitation en ligne, le film se hisse dans le Top 10 Monde des films non-anglophones de la plateforme sur ses seuls résultats dans cette partie du monde,.
En effet, il parvient à séduire au point d'entrer dans le Top 10 de 17 territoires (Argentine, Bolivie, Chili, Colombie, Costa Rica, République dominicaine, Équateur, Salvador, Guatemala, Honduras, Mexique, Nicaragua, Panama, Paraguay, Pérou, Uruguay, Venezuela) sur la semaine 48 couvrant la période du 27 novembre 2023 au 3 décembre 2023 rentrant en dixième position avec 1,7 million d'équivalents de visionnages complets (EVC) pour 3,4 millions d'heures de visionnage certainement en partie grâce à la stratégie de promotion croisée audacieuse mentionnée par son distributeur qui crée l'événement avec la sortie en salle de la deuxième partie du diptyque entre le 13 décembre 2023 et le 4 janvier 2024 dans la plupart des salles latino-américaines.
En semaine 49 couvrant la période du 4 décembre 2023 au 10 décembre 2023, il monte même en cinquième position du Top 10 global des films non-anglophones Netflix avec 1,8 million de visionnages complets (EVC) supplémentaires et 3,7 millions d'heures de visionnages cumulées en plus tout en restant dans les Top 10 territoriaux de 9 pays.